# 香港電台
- 關於香港地區電台廣播事業的概述，請見「香港電台廣播」。

香港電台（簡稱：港台），是香港特別行政區政府商務及經濟發展局轄下的部門，是香港廣播史上首家廣播機構，同時是香港特區政府擁有以公共廣播機構為名的媒體及其中一家具公信力（2011年及2016年數據）的電子傳媒。現時香港電台擁有8條電台頻道、5條數碼地面電視頻道，目前港台共有862名員工。香港電台製作的電視節目，會通過旗下電視頻道港台電視31及港台電視32播放。香港電台製作的節目提供資訊、教育、娛樂和本地與國際時事。香港電台新聞部目前在北京市設有新聞中心。另在澳門、台灣有派駐記者。
香港電台是香港政府營運品牌名稱，部門名稱為廣播處。類似的情況還有郵政署長負責營運的香港郵政。

## 發展歷史

### 1920－1940年代
- 1921年：香港廣播事業可追溯至1921年，一群香港無線電業餘愛好者已嘗試民間廣播。
- 1928年：6月20日，香港政府於早上宣佈：「政府廣播電台G.O.W.於晚上9時至11時以300米波段進行音樂節目測試。」翌日發佈新聞稿宣示政府的決策：「香港殖民地的廣播節目將由政府電台傳送。」政府預期，有關測試會持續至年底[8]。8月17日，《政府憲報》（GA464）宣佈維多利亞山頂發射站的廣播台號為G.O.W.。1928年是香港電台成立之年[9]。
- 1929年：2月1日，香港的官方電台以獨立台號ZBW廣播，以區別其他提供無線電服務的電台呼號[10]，政府委派當時的郵政總監（Postmaster General，即現時的郵政署長）史密夫兼任台長。同年10月8日，香港電台首次現場直播音樂會，慶祝新播音室啟用[8]。
- 1933年：開始現場轉播粵劇演出。
- 1934年：開始播放新聞簡報。
- 1935年：中文台成立，台號ZEK。
- 1941年：在香港淪陷時期台號被更改為「香港放送局（JPHA）」，在1945年8月香港重光後恢復ZBW及ZEK台號。且香港淪陷期間的英語廣播一度停頓，改由日語廣播，直至1945年8月28日復播英語廣播。
- 1948年8月，取消ZBW及ZEK電台呼號，正式命名為「香港廣播電台（Radio Hong Kong）」，以紀念二十周年台慶。[11]

### 1950年代
- 1951年：廣播工作改由政府新聞處接管。
- 1954年：4月脫離政府公共關係處（政府新聞處前身），成為獨立部門，由廣播處長主管。
- 1957年：5月26日，香港電台中文台開始大幅增加廣播時間，每日由上午7時至午夜，廣播17小時。（在此以前，中文台每日廣播時間分早、午、晚三個時段共廣播8小時）
- 1958年：香港電台紀念廣播三十周年，推出特備節目《三十而立》。

### 1960年代
- 1960年：位於歌賦山的超短波（VHF/FM）發射站正式啟用，中英文台開始以FM廣播。同年首度推出「愛心聖誕大行動 Operation Santa Claus」慈善籌款活動[12]。
- 1961年：香港電台推出新劇種廣播劇《火星人進攻地球》，購置先進音效器材，令聽眾耳目一新。
- 1962年：8月31日至9月2日，颱風溫黛襲港，香港電台首創每隔15分鐘報道最新風暴消息。
- 1963年：香港電台的中文教育節目開播。
- 1964年：香港首次參與奧運火炬傳送，傳遞過程由香港電台作現場直播。
- 1968年：香港電台成立龍翔劇團。
- 1969年：
  - 九龍塘廣播道30號「廣播大廈」於4月25日啟用，成為香港電台總部。同年使用圓形由英文及中文組成的新台徽。
  - 另外，首播全港第一個電台「烽煙」節目《電話說心聲》。

### 1970年代
- 1970年：成立「公共事務電視部」，並製作時事及公共事務節目供持牌商營電視播映。同年香港最長壽電台非戲劇節目《All the Way with Ray》啟播，由Uncle Ray（郭利民）主持。
- 1971年：教育署成立教育電視組；五年後，由香港電台協助製作教育電視節目，並成立教育電視中心。同年與皇家香港警察合作的節目《警訊》啟播。
- 1972年：香港電台開始每小時新聞報道，並於同年推出膾炙人口的寫實戲劇《獅子山下》。
- 1973年：香港電台新聞部成立，獨立運作（新聞簡報內容由政府新聞處提供）。10月，香港電台提供中英四個頻道節目，一台與三台以調幅（AM）廣播，二台與四台用調頻（FM）廣播，節目內容各有不同，各司其職；一台及二台為中文台，以資訊、教育及廣播劇見稱，三台及四台為英文台，三台以新聞及綜合節目為主，而基於市民對古典音樂的熱愛，第四台於該年開始試播古典音樂節目。
- 1974年：1月，香港電台第四台正式廣播，為香港唯一提供古典音樂的雙語廣播頻道。
- 1975年：中英文台在年底開始試驗轉播立法局會議。同年新聞部製作《新聞天地》啟播。

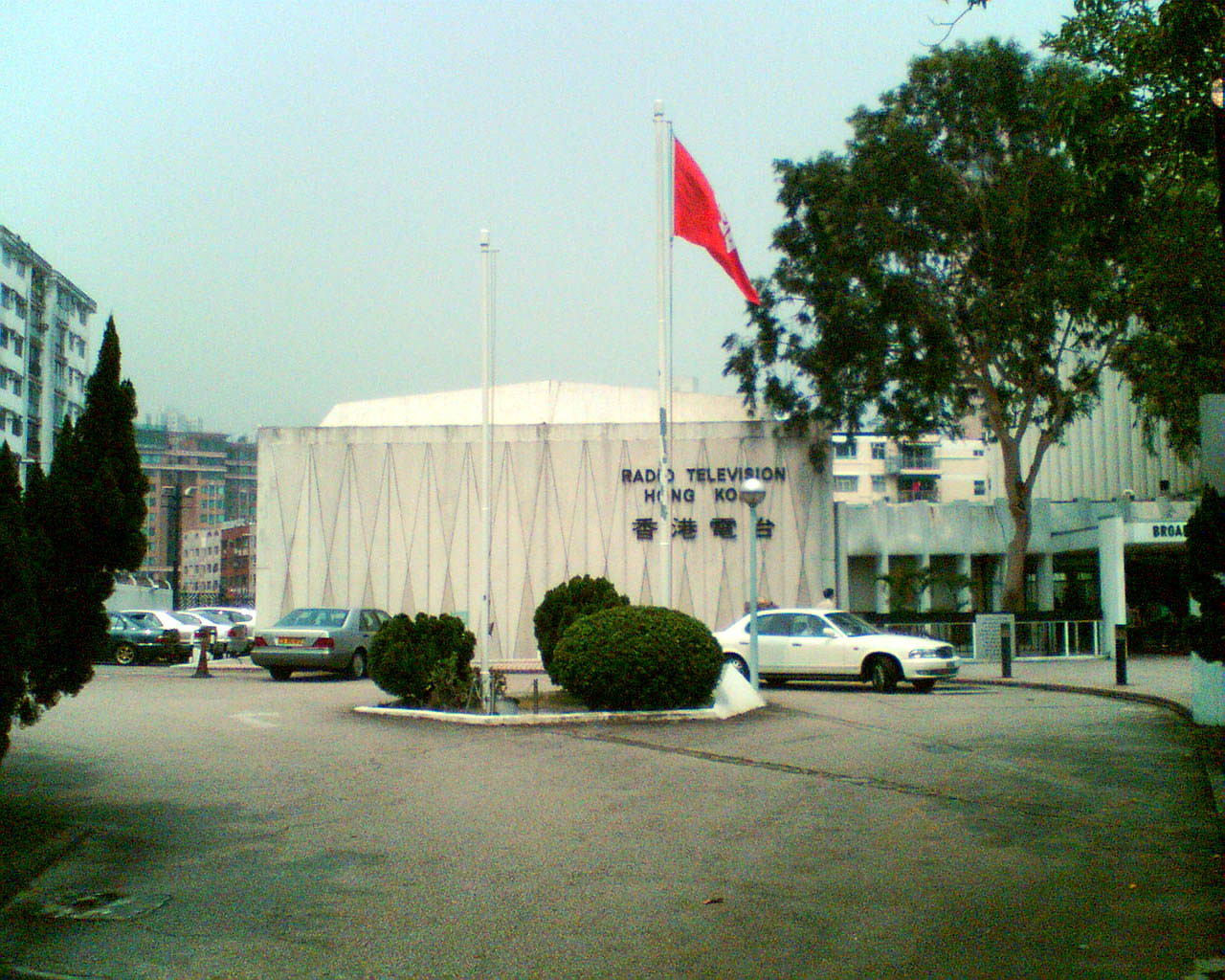
香港電台廣播大廈

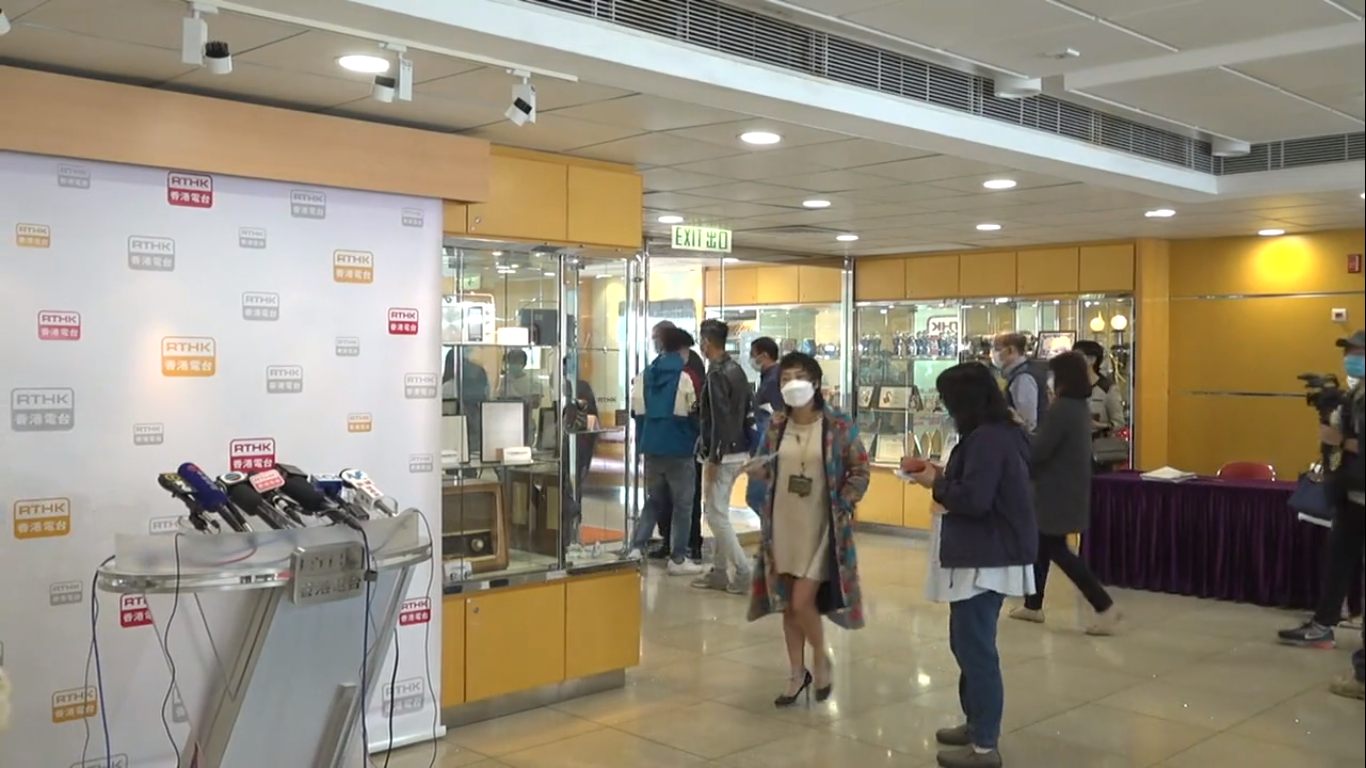
香港電台廣播大廈大堂

- 1976年：4月5日，電台英文名稱改為「Radio Television Hong Kong」（簡稱：RTHK），中文名稱改為「香港電台」，以反映香港電台增加製作電視節目。同時電台更換台標，並沿用至今。同年4月15日，開始超短波調頻立體聲廣播，開創亞洲先河。
- 1977年：香港電台首次推出兒童劇《小時候》。
- 1978年：第五台啟播，專門播放文化、教育及戲曲節目，為長者及小眾服務。同年創辦「十大中文金曲」選舉，以推動本地創意工業，鼓勵音樂創作，對香港樂壇過去一年作整體回顧，嘉許當中表現出色的台前幕後音樂人。3月25日，時事紀錄片《鏗鏘集》首播。
- 1979年：推出香港首個電視直播公眾論壇節目《城市論壇》。

### 1980年代
- 1980年：3月30日晚上，3月31日凌晨，中英文台開始24小時廣播。同年推出全港唯一附手語長壽節目《時事摘錄》（News Review）
- 1981年：改組後的新二台成立，電台頻道增至五條，節目更趨多元化。
- 1982年：新聞部加強服務，新聞簡報增加到每半小時一次。
- 1983年：開始製作第一個選舉論壇《市政局選舉論壇》及推出介紹中國歷史輪廓電台節目《中華五千年》。同年香港電台電視部協辦第一屆香港電影金像獎頒獎典禮，通過人造衛星，把大會實況傳送到新加坡電視台播出
- 1984年：第五台啟播《戲曲天地》，至今仍為香港唯一播放中國戲曲的電台節目。
- 1986年：香港電台電視部遷往前佳藝電視大廈，命名「電視大廈」。同年張敏儀任廣播處長，在任13年，是首位華人兼女性廣播處長。並推出醫學及健康電視節目《醫生與你》和電台節目《Letter From Hong Kong（香港來鴻）》。亦開始轉播立法會會議及製作電視節目《議事論事》。
- 1987年：推出性教育電視節目《性本善》。同年2月，電台第三台啟播晨早新聞及時事節目《Hong Kong Today》。
- 1988年：推出《Letter From Hong Kong》的中文版《香港家書》，由知名人士以書信模發表對時事的意見。
- 1989年：按照1986年廣播事業檢討委員會報告書所建議及1988年《電視條例》修訂後的安排，香港電台電視節目由4月1日開始，在兩間商營電視台（無綫電視翡翠台及亞洲電視本港台）每晚的黃金時段內播放。節目在電視台播放前，則會播出香港電台開頭動畫，以區分港台製作的節目。4月4日，《頭條新聞》啟播。11月27日，香港電台第七台啟播，為全港第一個交通台（1991年第七台改為交通財經台，1997年再改為普通話台）。香港電第六於12月3日以頻率AM 675 kHz啟播，為香港電台其中一個轉播頻道。第六台以英語廣播，全日二十四小時轉播英國廣播公司國際頻道的節目。在第六台啟播之前，英國廣播公司國際頻道（世界台）的節目只於每日下午五時至翌日清晨的時段內於第五台轉播。同年港台擬定公司化計劃，但有關建議被拖延多年，港府於1993年宣佈擱置。

### 1990年代
- 1991年：提倡「電視節目欣賞指數調查」，委任獨立機構進行調查，發展收視率以外的另一專業指標；同年新城電台成立，部份港台中文台員工被重金禮聘過檔。
- 1993年：跟前文康廣播司簽訂《架構協議》，同年12月，香港電台旗下傳媒資訊月刊《傳媒透視》創刊。
- 1994年：設立香港電台聯網版RTHK website。
- 1995年：香港電台聯網版利用同步直播Live Real Audio 技術，36小時直播立法局選舉新聞節目。同年與廣播事務管理局每年簽署諒解備忘錄，承諾遵守其訂下的節目標準守則。另外電台節目《Letter From Hong Kong（香港來鴻）》於本年由前港督彭定康為節目錄製書信時易名為《Letter to Hong Kong（給香港的信）》
- 1996年：提供創新的電話資訊服務——「節目通」及「新聞通」，播放電台節目及新聞摘要。同年主辦「第33屆亞太廣播聯盟周年大會」，逾520位來自42個國家及地區會員出席會議。
- 1997年：1月，《傳媒透視》推行網頁版。[13]同年3月31日，香港電台普通話台成立，為香港唯一一個普通話頻道，取代原有第七台之服務。同年7月，香港電台網上廣播站連續48小時視像直播有關香港主權移交各項事件。
- 1998年：網站正式定名為「香港電台網上廣播站」（英文：RTHK On Internet），提供4個電台頻道24小時直播，以及自選電台、電視節目服務。同年與商業電台及新城電台展開數碼聲音廣播測試，另外把行之有效的節目製作標準和編輯方針，書成文字出版「節目製作人員守則」，系統地羅列34項工作原則。
- 1999年：和七間華語電台合作發起「千年跨越 -- 全球華語電台大聯播」行動，在千禧年到來之際準備時間囊，進行錦囊的置放儀式和展覽。該時間囊在翌年7月25日埋於香港歷史博物館地底。[14]

### 2000年代

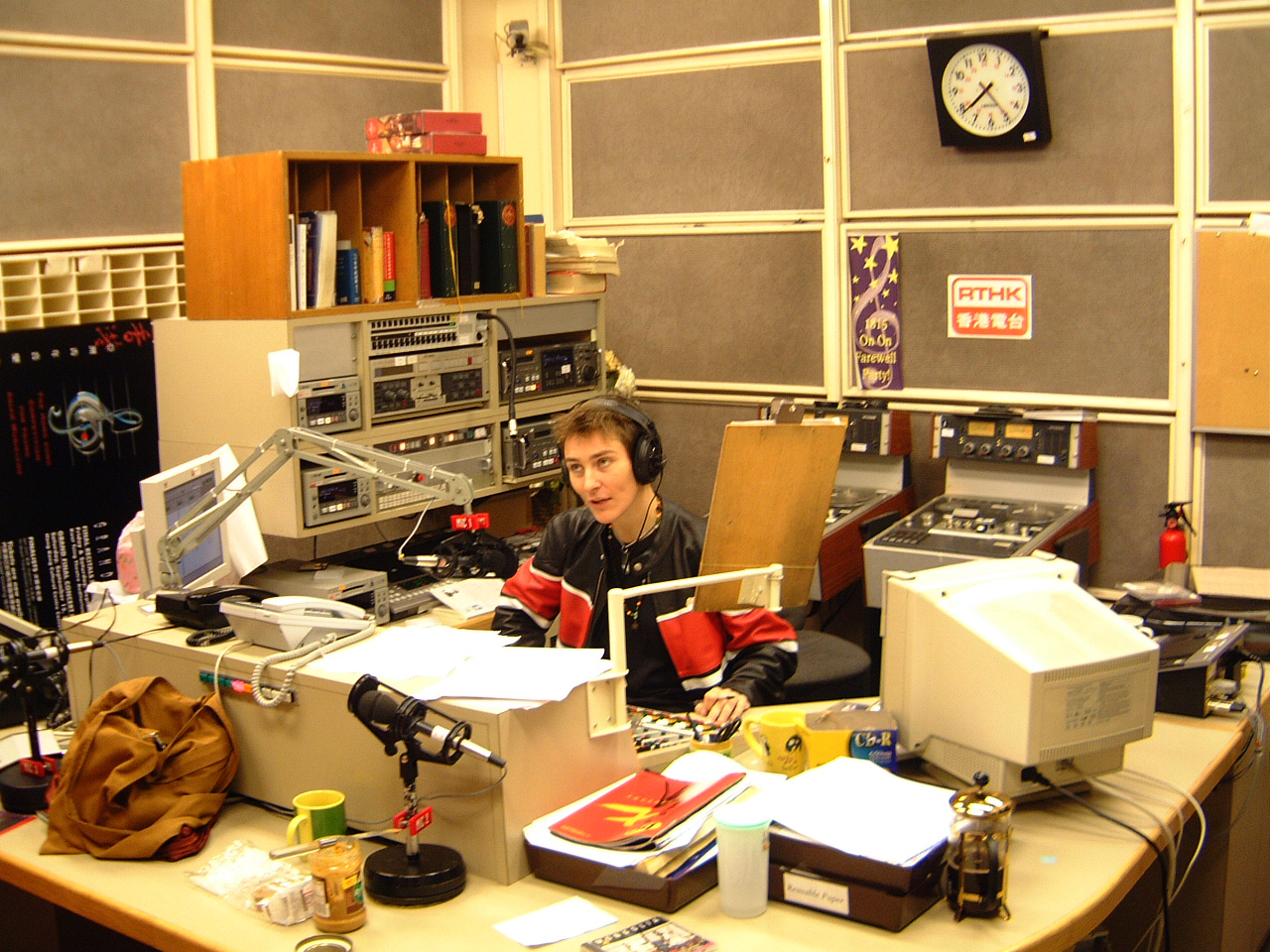
2001年港台英文台節目

- 2000年：推出電視外判計劃，推動本地創意。4月18日，香港電台網上廣播站改版，即日起提供6個電台頻道24小時網上直播及節目重溫，所有內容均會存檔一年，方便重溫欣賞[15]。新聞重溫則於4月1日起上載。11月17日開始提供普通話新聞重溫，同月21日提供網上直播[16]。5月4日，網上廣播站超出200萬點擊率，同時增加部分內容[17]
- 2001年：網上廣播站新增簡體字版本[18]、英語新聞文章[19]及免費訂閱網上新聞速遞，並提供電子手帳下載版本[20]，另外設立「香港電台服務熱線」（2272 0000）。同年與「亞太廣播聯盟」聯合籌辦「第三十八屆亞太廣播聯盟週年大會」，第五台開設《長者空中進修學院》[21]。5月，第五台將軍澳接收頻道FM99.4啟播[22]。
- 2002年：慶祝香港回歸五周年，製作「龍聲飛揚萬人青年音樂會」，以萬人擊鼓合奏，刷新世界紀錄及主辦「第十一屆國際公營廣播機構年會」。
- 2003年：非典型肺炎肆虐，舉辦連串「心連心全城抗炎大行動」、「凝聚每分光感動大會」等活動。同年為慶祝香港電台七十五週年，香港電台網上廣播站推出Flash網站「經典重溫頻道」，並上載電台和電視製作節目於網上播放。[23]
- 2004年：港台的年青人網上廣播平台Teen Power啟播。同年進行DRM數碼廣播測試。
- 2005年：推出電台外判計劃。同年世界貿易組織第六次部長級會議在港舉行，香港電台擔任主播機構，為全球提供公共視訊訊號，轉播世貿會議
- 2006年：推出首個電台外判節目《獅子山下2006》。
- 2009年9月27日，港台大部份電視節目改用16:9畫面比例製作，以配合數碼電視啟播。

### 2010年代

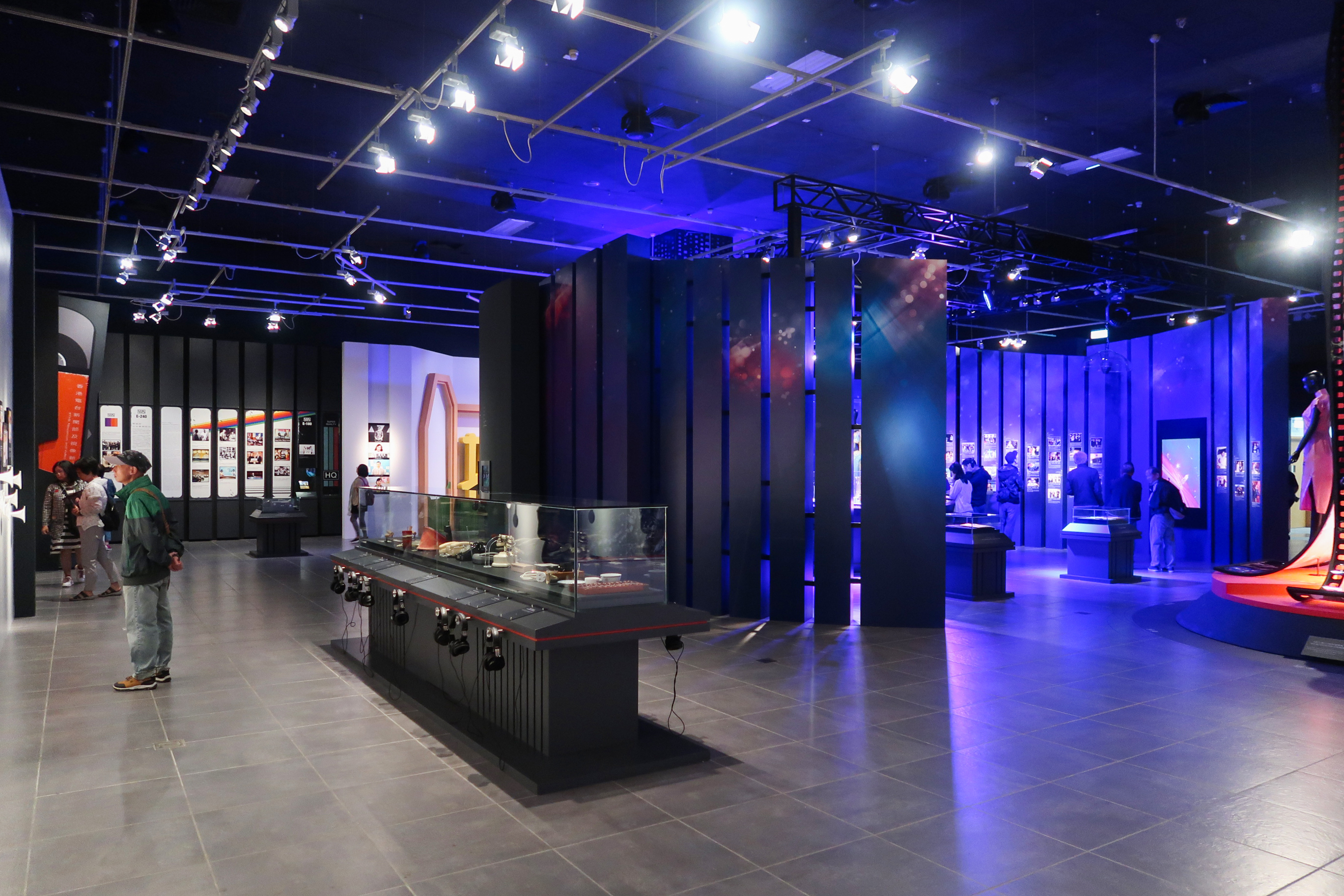
為慶祝香港公共廣播踏入九十年，香港電台聯同康文署在香港文化博物館設《光影流聲─香港公共廣播九十年》展覽，回顧香港電台和香港廣播業90年的發展路程

- 2010年：香港電台首次推出以香港消防處人員寫實故事為題材的膾炙人口單元戲劇《火速救兵》，推出後反應熱烈，更奪得2010年度電視節目欣賞指數調查最高欣賞指數電視節目第一位。
- 2012年：由於《火速救兵》推出後反應熱烈，並乘勝追擊推出《火速救兵II》；2012年底，更勇奪2012年度電視節目欣賞指數調查最高欣賞指數電視節目第一位。
- 2012年3月23日，港台獲准使用798-806MHz頻段（頻道62）作初期測試播放數碼電視信號。6月30日晚上，香港電台正式在慈雲山發射站進行訊號測試。
- 2014年1月7日，港台電視頻道港台電視31、港台電視32、港台電視33開始試播。
- 2015年：《火速救兵系列》相繼奪得電視節目欣賞指數調查最高欣賞指數電視節目第一位，闊別三年再推出《火速救兵III》；採用多角度電影級拍攝手法，成功吸引觀眾。
- 2016年4月2日凌晨12時，港台接手亞洲電視本港台及國際台兩條模擬信號頻道開展模擬電視服務，更名為港台電視31A及港台電視33A同步播放港台電視31及港台電視33的內容。
- 2017年9月3日，港台因應行政長官會同行政會議於同年3月28日的決定而於當晚午夜12時正式終止本地數碼聲音廣播服務。9月4日起部分數碼台節目調動至第一台、第五台及普通話台播放；原於第六台全日轉播的「英國廣播公司國際頻道（BBC World Service）」改為每晚11時至早上7時由第四台轉播；第六台全日轉播「中央人民廣播電台香港之聲」；另港台電視32、港台網站及流動程式RTHK Screen將繼續轉播立法會會議。
- 2018年：《火速救兵系列》相繼奪得電視節目欣賞指數調查最高欣賞指數電視節目第一、二位，並再度推出《火速救兵IV》大獲好評。同年為慶祝香港公共廣播踏入九十年，聯同康文署在香港文化博物館設《光影流聲─香港公共廣播九十年》展覽，回顧香港電台和香港廣播業90年的發展歷程。

### 2020年代至今
- 2020年2月：財政預算案顯示，香港電台學校教育電視節目在2020/21年度預算減至零，恆常撥款被終止。教育局其後證實會重新定位教育電視服務，擴大外判製作，港台由以往獨家製作，改為服務供應商之一。[24]
- 2020年3月4日，通訊事務管理局公布本地免費電視台毋須再播放香港電台的節目[25]。
- 2020年6月19日，因《頭條新聞》節目內容受警方及建制人士爭議，在當晚播放該季最後一集後，將暫停製作新一季，需待檢討小組完成檢討才決定是否恢復製作[26]。
- 2020年7月21日：受2019冠狀病毒病疫情影響，為減少進出廣播大廈的人數及配合服務提供者對防疫之關注，由當日早上8時起，香港電台第五台及普通話台實施全日聯合廣播，而部份時段在第五台播出的每小時新聞簡報亦改以漢語普通話播出，而每天晚上11時至翌日清晨，第一台及第二台亦會加入聯播安排，改為播出特備節目《我們在乎你》、預錄節目《有聲好書》、《大自然之聲》及重播廣播劇，多個原定之廣播節目暫停播出。
- 香港警務處宣佈由於指近年科技發展迅速，社交媒體普及，市民接收資訊的習慣有所改變，故決定於2020年8月中旬，結束與港台自1973年起聯合製作的《警訊》節目。最後一集在2020年8月12日播放。
- 2020年11月16日起，香港電台开始在每日早上8時新聞前，於各電台頻道播放中华人民共和国國歌，以此“增加市民對‘一國兩制’及其在港實施情況的認識，以及培養市民對公民及國民身分的認同感”[27]。
- 2021年2月12日起，因應國家廣播電視總局禁令，香港電台第四台停止轉播「英國廣播公司國際頻道（BBC World Service）」。[28]
- 2021年5月2日：港台將刪除於YouTube及facebook等平台上架超過一年的影片，及後的節目亦須在播出一年後下架。[29]
- 2021年5月18日，《新聞天地》節目以「總統」稱呼时任中華民國總統蔡英文，被投诉至通訊事務管理局。管理局辦公室認為，有關報道沒有明示或暗示台灣並非中國一部分[註 1]。沒有證據顯示使用有關用詞會令報道有誤，亦沒有違反《電視節目守則》有關新聞準確性的條文，裁定投訴理據不足。立法會議員陸頌雄向商務及經濟發展局長邱騰華提書面質詢。陸頌雄問及香港電台的報道手法有否違反「一個中國」的原則、以及偏離《香港港台約章》的規定等。邱騰華回覆稱，香港電台用字恪守新聞專業標準。7月14日，陸頌雄在立法會回應指，稱呼蔡英文作為總統是絕對不合理[註 2]，違反「一個中國」原則、港台約章，會令市民有錯誤觀感，以為台灣是一個獨立的國家，「總統不是隨便用，一個國家只能夠有一個國家元首，我們的元首就是習近平」。他批評，商經局和港台含糊其辭，以「錢七條」作擋箭牌 ，豈有此理[30]。
- 2021年6月18日：港台節目主持人曾志豪和貴花田突然被解僱，發言人指第二台成立40周年要更換主持人。[31]
- 2021年6月28日，港台繼續收緊對節目，「自由風自由phone」主持區家麟遭撤換，他批評政府和港台高層用盡行政權力。而港台電視部《五夜講場》、《視點31》等多個節目亦會停播。港台節目製作人員工憂慮以往持平與批判聲音會在大氣電波中消失，同時摧毁獲得公眾認同的品牌，不符合港台和公眾利益。[32]
- 2021年8月4日，香港電台刪除其在 Twitter 用戶中發表的所有推文，且禁止其他用戶評論其新發表的推文。[33]
- 2021年11月13日，香港電台拒絕再協辦有37年歷史的香港大專辯論賽，港台回覆傳媒查詢時表示不評論內部編輯事宜。[34]
- 2021年12月2日，香港電台在網站表示，旗下12個節目《早辰．早晨》、《The Pulse》、《議事論事》、《鏗鏘集》、《視點31》、《想點》、《頭條新聞》、《香港故事-修復時刻》、《窮富翁大作戰 2》、《窮富翁大作戰 3》、《手語隨想曲》及《漫遊百科》的Facebook、Instagram及Twitter專頁將於12月3日停止運作。[35]
- 2022年1月25日，電台部高層向一眾DJ以口頭下達十大歌手禁播名單，名單上歌星的新歌舊歌一律禁播：

黃耀明、何韻詩、Rubberband、C AllStar、達明一派、Dear Jane、方皓玟、Serrini、謝安琪、許廷鏗。
- 2022年2月16日，港台的英語的本地新聞，引用大公报同日的截圖(Ta Kung Pao)，以作參考。[37]
- 2022年5月9日，港台以「精簡諮詢架構」為由，將自1993年成立，由40人組成的香港電台節目顧問團停止運作。有顧問團成員認為是反映電台不願再聆聽來自民間的聲音。[38]
- 2022年6月17日，港台電視頻道港台電視34開始試播。[39]
- 2022年6月24日，早上10時30分港台電視頻道港台電視34開始轉播中國環球電視網紀錄頻道，並於台徽下方加上「訊號測試」。
- 2022年7月1日，港台電視34開始轉播中國環球電視網紀錄頻道。新電台頻道FM102.8亦投入服務，為粵港澳大灣區之聲，覆蓋範圍包括部分中西區及灣仔區、油尖旺、深水埗、部分九龍城及部分葵青區。
- 2022年10月7日，張國財出任廣播處長 [40]
- 2023年6月15日，港台電視頻道港台電視35開始試播，29日轉為以中英文顯示的靜態文字畫面《CGTN英語頻道將於7月1日 港台電視35啟播》。
- 2023年7月1日，港台電視正式以港台電視35頻道轉播中國環球電視網，成為港台第3條轉播的中央廣播電視總台頻道。
- 2024年6月24日，港台電視頻道港台電視36開始試播。
- 2024年7月2日，港台電視36開始播放體育節目且在台標左側加上「訊號測試」字樣。
- 2024年7月26日，港台電視頻道港台電視36正式啟播。
- 2024年10月1日，港台電視頻道港台電視36停播。

### 隸屬
- 香港廣播委員會：1928年－1938年[11]
- 郵政署：1938年－1951年
- 政府公共關係處：1951年－1954年
- 獨立部門：1954年－1979年
- 行政科新聞司：1979年－1989年
- 文康廣播科：1989年－1997年6月30日
- 文康廣播局：1997年7月1日－1998年4月
- 資訊科技及廣播局：1998年4月－2002年6月30日
- 工商及科技局：2002年7月1日－2007年6月30日
- 商務及經濟發展局：2007年7月1日－

### 歷任廣播處長
曾任職的歷年部門首長正式職稱為「香港電台廣播處長」（Director of Broadcasting），標準薪級為首長級第5點（D5）。
- 1950年－1956年：Curtis Hindson
- 1956年－1972年：布祿士（Donald Edgar Brooks）
- 1972年－1978年：何國棟（曾任英國廣播公司北愛爾蘭分部管理層）
- 1978年－1980年：高德樂（D.J.N. Kerr）
- 1980年－1982年：戴善德（T.M.S. Tisdall）（政務主任）
- 1982年－1985年：尹建新（C.S. Wilkinson）（1970年代來港，曾為英國廣播公司第一台及第二台公共事務節目總監）
- 1986年1月－1999年11月：張敏儀（曾任港台節目主任、監製、政府新聞處處長）
- 1999年11月－2007年9月9日：朱培慶（原職為：副廣播處長，部門節目主任職系晉升）
  - 2007年9月10日－2008年8月7日：傅小慧（署任，政務主任出身）
- 2008年8月8日－2011年2月8日：黃華麒（傳媒及影視工作者，經公開招聘並獲委任）
  - 2011年2月9日－2011年9月14日：梁松泰（署任，政務主任出身）
- 2011年9月15日－2015年8月6日：鄧忍光（政務主任出身）
- 2015年8月7日－2021年2月28日：梁家榮（佳藝電視、無綫電視及亞洲電視出身，提早解約）
- 2021年3月1日－2022年6月30日：李百全（政務主任出身）
  - 2022年7月1日－2022年10月6日：施金獎（署任，政務主任出身）
- 2022年10月7日－2025年1月5日：張國財（政務主任出身）

### 現任廣播處長
- 2025年1月6日－ ：關婉儀（政務主任出身，曾任勞工及福利局副秘書長）

另外，並設副廣播處長一職（D3薪級），衛懿欣（節目特別支援）；兩位助理廣播處長（D2薪級）：鄺思燕（電視及機構業務)(署理)、李慶華（電台及節目策劃）；以及三位總監（D1薪級）：利子良（電視）、鄭婉薇（電台)(署理)、韋佩文（製作事務)(署理)

## 廣播及製作中心

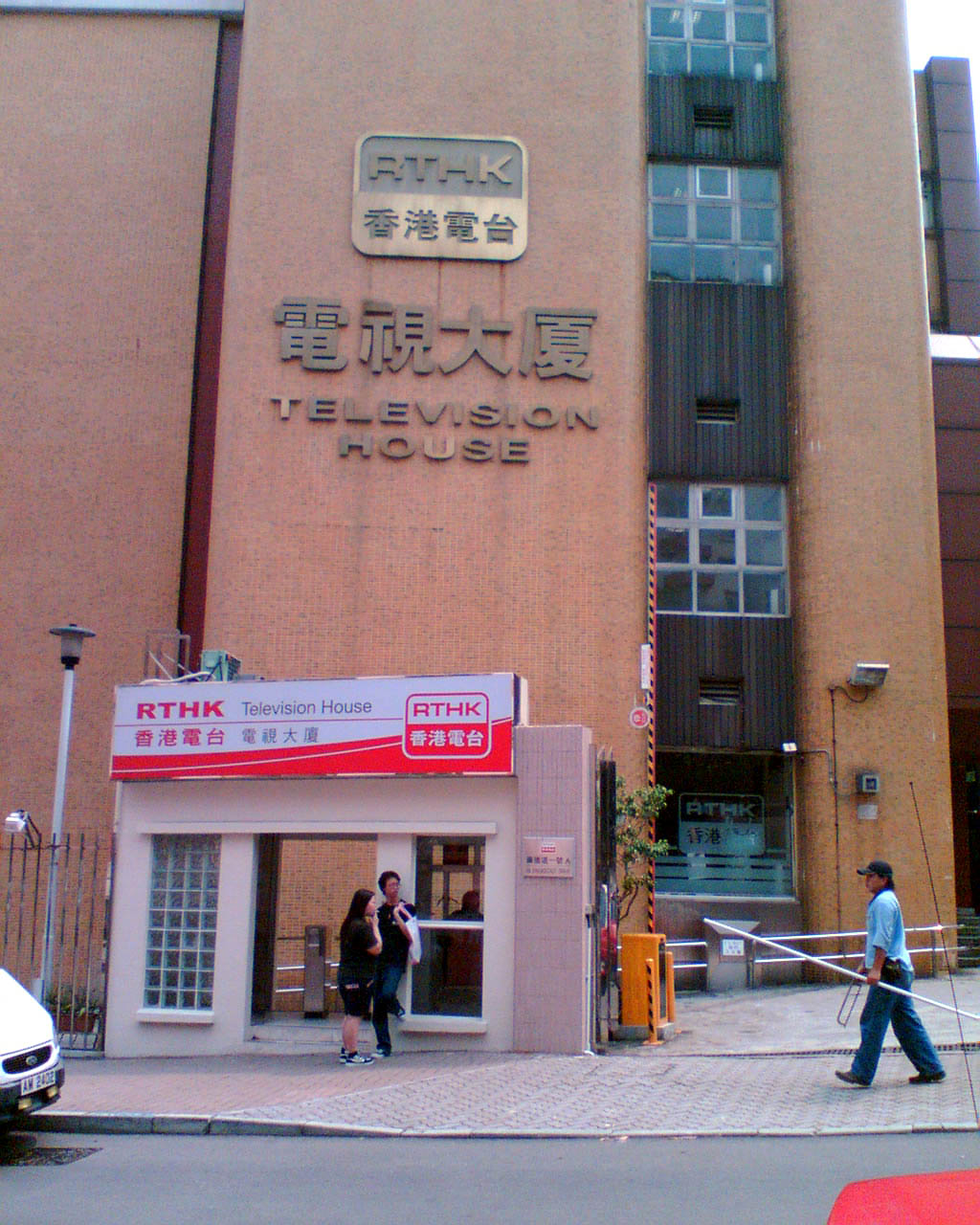
香港電台電視大廈

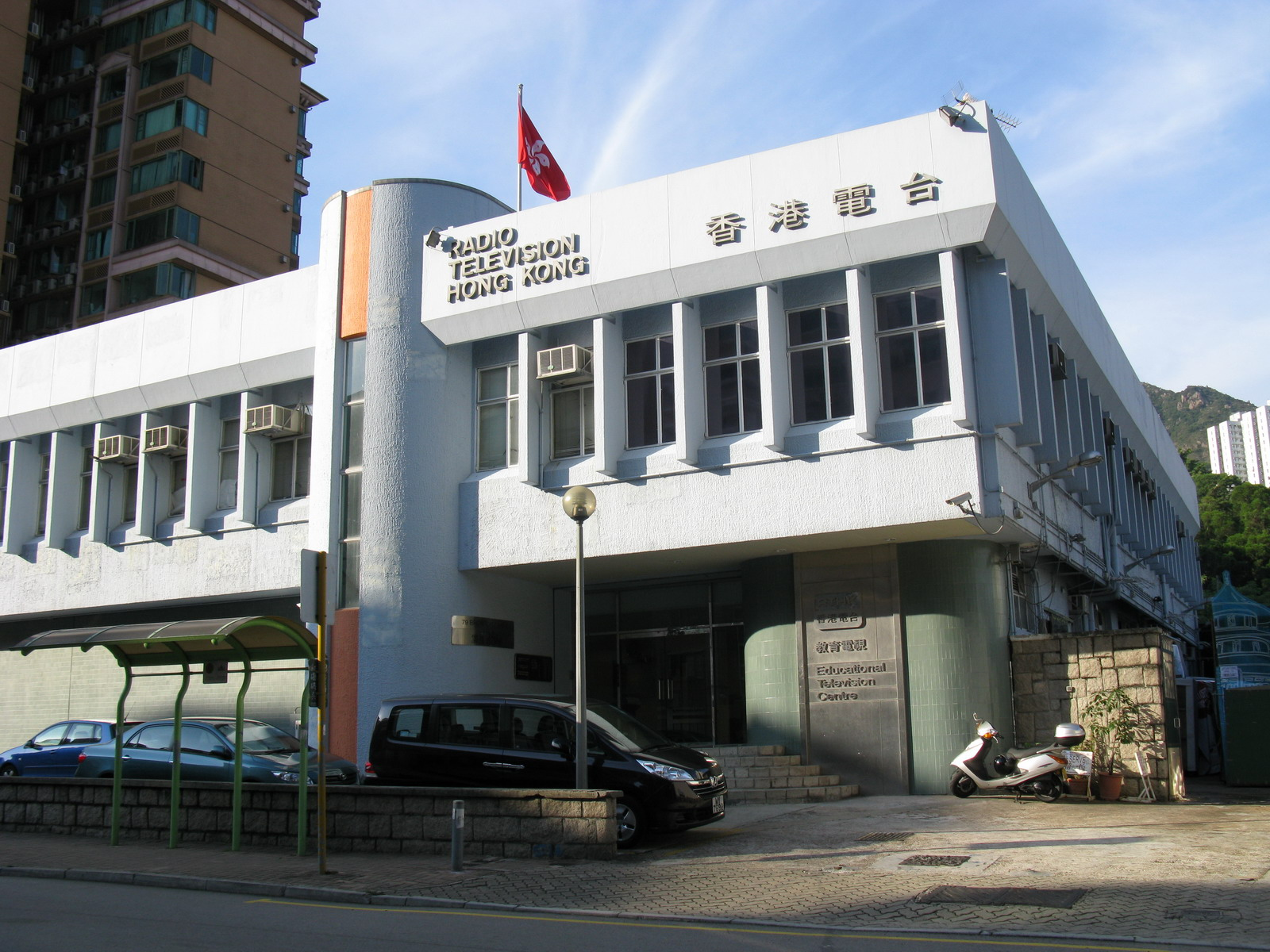
香港電台教育電視中心

香港電台現有的營運及製作分散在九龍廣播道及觀塘區。
| 設施大樓           | 地段        | 主要部門   | 投入運作年份 |
| ------------------ | ----------- | ---------- | ------------ |
| 廣播大廈           | 廣播道30號  | 電台部     | 1969年       |
| 電視大廈           | 廣播道1號A  | 製作事務部 | 1987年       |
| 威明中心10樓至12樓 | 鴻圖道53號  | 電視部     | 2021年       |
| 友邦九龍大樓18樓   | 巧明街100號 | 電視部     | 2023年       |

電視大廈1975年落成時原為佳藝電視廠址，1978年佳藝倒閉後變為無綫電視的製作分廠，1987年無綫遷離後改作港台電視部的總部。
此外，位於廣播道79號的教育電視中心本身屬於教育局。因港台已於2020年停止播出教育電視節目，教育局於同年5月中宣佈將於三個月後收回該中心，所有相關設備及人手將遷入金鐘道政府合署及旺角的辦公室。而該中心在2020年9月份收回，於2021年2月納入賣地表。

### 新廣播大樓
因應港台設施老化及不敷應用，政府早在2000年預留將軍澳一幅土地作重置港台設施，但後來因2003年SARS事件時財困及2006年的公共廣播服務檢討問題而一直擱置。直到2009年，隨著數碼聲音廣播及數碼地面電視廣播服務的推展，政府重新啟動在將軍澳重置新廣播大樓的工作。
由於新選址地面面積增加，大樓低層可統一集中電台、電視台、教育電視及創新中心四大媒體大樓，同時更可設置電子節目資料庫作為電台資料館，開放供市民參觀。2012年5月18日，政府正式為新廣播大樓工程招標，新廣播大樓工程原定於2014年第一季展開，並於2018年第四季完成。興建設有電台廣播及數碼地面電視廣播等設施的港台新大樓，整項工程開支達60.56億元，當大樓落成之後，港台將會騰出現時辦公地方作其他用途。大樓將會位於將軍澳第八十五區，總面積大約28,000平方米，較現時面積增加77%，其中新聞中心約為2,000平方米，面積更較現時大幅增加六倍。2013年11月11日通過向工務小組建議申請60.5億元，在將軍澳興建香港電台新廣播大樓，但在2014年1月7日，被立法會工務小組否決，至於會否改造新大廈規模就由承辦商或工程部門再重新設計，暫時未有決定。
根據2019年3月5日東網報導，港台向立法會提交文件，申請將副廣播處長(發展)編外職位轉為副廣播處長(行政及發展)常額職位，而該職位的主要職責之一為負責領導同統籌興建新大樓事宜，報導指出在新大樓計劃否決後，其後與政府化驗所的聯用大樓計劃又終止。而副廣播處長(發展)職位5月就到期撤銷，需要將職位該轉做常額職位。

## 電視節目
香港電台設有電視部和教育電視部。電視部和教育電視部同時成立於1970年，前身是香港電台公共事務電視部和教育電視。港台電視節目的取向較商營電視台為嚴肅，著重時事、教育及小眾趣味，較少娛樂性；而且也會推動不少本地創意製作，如《8花齊放》以外判形式支持香港動畫製作等。香港電台於1970年代曾經製作經典電視劇集《獅子山下》，以戲劇反映現實的社會狀況，當時以這種方式去談社會民生議題可謂一次大膽嘗試，惹來部分政府部門不滿，同時奠定港台在數十年間擁有的獨立及自主的編採方針，惟在1997年後港台的自主編採屢受挑戰，並在壓制下漸受限制，至2020年代完全失去獨立及編採自主。

### 播放模式歷史沿革

#### 「寄居」商營電視台
（1970年 至 2020年）
自1970年至2012年中旬，這長達42年的歲月期間，香港電台電視部雖有製作電視節目，但沒有自家電視頻道，有關節目一直「寄居」在免費商營電視台—無綫電視 （無綫）、亞洲電視（亞視，前稱麗的電視，已於2016年結束免費電視廣播）及佳藝電視（佳視，已於1978年結業），以協定形式在不同時段播出。
1989年4月3日起，廣播事務管理局於《廣播條例》中硬性規定，免費商營電視台的中文粵語頻道，即無綫翡翠台及亞視本港台，須於指定晚上黃金時段，播出港台電視節目，此舉是被視為以大氣電波履行公共廣播服務責任。播出模式為，兩個頻道，各指定每星期2.5小時黃金時段，作港台電視節目時段，其中一頻道為星期一至五晚上7:00至7:30，另一頻道為星期六晚上7:00至8:30、星期日晚上7:00至8:00。每年9月中旬，兩頻道時段對調。具體而言，港台電視節目時段及頻道如下：
- 單數年份，1月至9月中旬，星期一至五晚上7:00至7:30，無綫翡翠台。星期六晚上7:00至8:30、星期日晚上7:00至8:00，亞視本港台。

- 單數年份，9月中旬至12月，星期一至五晚上7:00至7:30，亞視本港台。星期六晚上7:00至8:30、星期日晚上7:00至8:00，無綫翡翠台。

- 雙數年份，1月至9月中旬：星期一至五晚上7:00至7:30，亞視本港台。星期六晚上7:00至8:30、星期日晚上7:00至8:00，無綫翡翠台。
- 雙數年份，9月中旬至12月：星期一至五晚上7:00至7:30，無綫翡翠台。星期六晚上7:00至8:30、星期日晚上7:00至8:00，亞視本港台。

無綫及亞視一直對此有所微言，認為港台電視節目欠娛樂性、過於嚴肅乏味，拉低收視率。這個規定實施了長達26年，至2016年9月12日，改為星期六日夜間不設港台電視節目，且時段提早，及取消每年9月時段對調。至2020年3月4日，取消這個規定，免費商營電視台可自行決定是否或何時播出港台電視節目。
這些每星期共5小時的港台電視節目，絕大多數為半小時1個節目，即每星期10套節目；但有時星期六、日會有個別1小時節目，這樣的話，則每星期9套節目。部份節目採固定制度，部份會固定在某一頻道，每年隨著時段對調而更改時段、但不更改頻道，如《鏗鏘集》、《Y2K》系列、《火速救兵》系列固定在無綫翡翠台、《頭條新聞》曾固定在無綫翡翠台；有部份則相反，固定在某一時段，每年隨著時段對調而更改頻道、但不更改時段，如《議事論事》固定在香港立法會會期內的星期四、《警訊》曾固定在星期五或六、《繩之於法》固定在每月最後一次《警訊》時段等。
除上述基本的港台電視節目時段外，尚有每年1 月的《十大中文金曲頒獎音樂會》、小量非黃金時段節目，如《左右紅藍綠》（及其前身《五稜鏡》）、《奉告》、《城市論壇》、《識多一點點》、《上網問功課》（及其前身《打電話問功課》）、《英語一分鐘》、《中文一分鐘》等，這些節目大部份長期固定時段及頻道，不會作每年對調，部份為只在某一頻道播出，部份為兩頻道皆播出。英語頻道，即無綫明珠台及亞視國際台，亦須播出教育電視及小量英語港台電視節目。
節目播放前，會播出香港電台開頭動畫，以區分港台製作的節目 (教育電視除外, 由2000/01學年起則顯示教育電視標誌)。

#### 開設自家電視頻道
（2012年中旬至今）
2012年中旬，港台開設自家數碼電視頻道港台電視，開始進行訊號測試；部份港台電視節目除於無綫或亞視播出外，港台電視也會同步或延遲數小時播出。2013年10月，為配合港台成立85週年以及港台增設電視頻道，港台更換新片頭，並將片尾結束時的「香港電台電視部製作」改為「香港電台製作」（英文仍為），并增加台徽，製作年份由羅馬數字年份（如MMXIII）改為阿拉伯數字年份（如2013）。
2019年3月下旬，長達6年9個月的「試播」階段結束，港台電視所有頻道24小時播出。

#### 播放模式改變、逐步撤出商營電視台
（2016年4月 至 不詳）
2016年起，隨著港台電視啟播、亞視結束免費電視廣播，並把亞視模擬頻譜改作港台電視模擬廣播，標誌著港台已有自家電視頻道港台電視，而且即使只能接收模擬訊號的舊式電視機， 也可收看港台電視。港台電視節目自1990年以來，持續不變長達26年的播出模式，終見改變，同時逐步撤出商營電視台，改為只在港台電視31、31A播出。
2016年4月2日，亞視結束免費電視廣播，香港電視娛樂（港娛）旗下的ViuTV接力啟播，但沒有接力播出亞視的港台電視節目及下午時段教育電視，上述節目均改為只在港台電視31、31A播出。據港娛牌照規定，ViuTV最遲須於2017年4月1日之前，撥出若干晚上黃金時段播出港台電視節目。
2016年9月12日，每年時段對調後，由無綫翡翠台播出星期一至五的港台電視節目，時段卻非1990年以來的晚上7:00至7:30，而提早為傍晚6:00至6:30，並一直維持至2020年3月4日永久完全停播港台電視節目為止，亦沒有再作每年時段對調。
2016年9月18日起，無綫停播《城市論壇》。2017年起，無綫及ViuTV均不轉播《十大中文金曲頒獎音樂會》。上述節目均改為只在港台電視31、31A直播。
2017年3月27日起，ViuTV開始播出港台電視節目，但有別於1990年以來的模式：時段提早為星期一至五傍晚6:30至7:00，非每天不同節目，而是每天同一套節目，播畢全部集數才播另一套節目，且全為重播；後來改為星期一至四重播同一套節目，星期五播出《警訊》。ViuTV沒有播出以往無綫及亞視均須播出的《左右紅藍綠》及教育電視，亦同樣沒有每年將時段與無綫對調。而於星期六、日傍晚及晚上，無綫及ViuTV均不設港台電視節目，一直維持至2020年5月15日。
2017年5月14日，奇妙電視（奇妙）中文台（現稱香港開電視）啟播，沒有播出港台電視節目。
2017年10月16日起，無綫停播《左右紅藍綠》，改為只在港台電視31、31A播出。
2018年8月4日起，奇妙電視香港國際財經台開始播出英語港台電視節目，時段為星期六晚上9:00至10:00、星期日凌晨12:00至12:30（或稱星期六24:00至24:30）、傍晚6:30至晚上8:00、星期一凌晨12:00至1:30（或稱星期日24:00至25:30）。
2020年1月9日，無綫向通訊事務管理局（通訊局）提出，希望免除該台須播出港台電視節目的規定。外界普遍猜測，與反修例運動期間，港台電視節目屢受爭議引致的輿論風波有關。時任警務處處長鄧炳強亦曾經多番批評港台節目《頭條新聞》偏頗失實。
2020年1月10日，通訊局宣佈，由2020/21學年起，取消免費商營電視台須播出教育電視的規定。然而，自亞視結束免費電視廣播後，免費商營電視台中，僅無綫明珠台有播出教育電視，新加入的港娛及奇妙，從來沒有播出教育電視。
2020年3月4日，通訊局宣佈，由於港台電視廣播已覆蓋全港99%人口，認同現時已沒有充分理據，繼續要求商營廣播機構播出港台電視節目，故決定即時取消免費商營電視台須播出港台電視節目的規定，免費商營電視台可自行決定是否及何時停播港台電視節目。港台表示沒有異議，無綫、港娛及奇妙均表示歡迎。同日，無綫翡翠台播畢《沒有牆的世界VII - 閃亮舞台》後，隨即停播所有港台電視節目（明珠台播放的教育電視除外，須播放至同年6月5日）。香港電台顧問團成員、立法會資訊科技界議員莫乃光認為，通訊局的做法等於懲罰港台，會進一步封殺港台電視節目接觸市民的機會，令人遺憾。從此起，免費商營電視台雖然亦可能會播出港台電視節目，但由於已非強制性，所以並不固定會否或何時播出。
2020年5月15日， ViuTV播畢《生日快樂》後，停播港台電視節目。
2020年6月5日，無綫明珠台播畢教育電視後，永久停播教育電視。
2020年9月26日起，香港開電視開始播出港台節目《環保身開始》，時段為星期六下午5:30至6:00，星期日晚上8:00至8:30。
2021年5月15日起，ViuTV再次播出港台節目《陪我講 Shall We Talk》，時段為星期六下午7:30至8:00。
不詳，ViuTV、香港開電視及香港國際財經台停播港台電視節目，之後沒有商營電視台播放港台節目。

### 電視節目欣賞指數調查
香港電台於1991年首創「電視節目欣賞指數調查」，委託獨立調查機構進行，發展收視率以外的節目質素指標。港台歷年所得平均欣賞指數均高踞榜首，於2008年已連續第十一年奪得「全年最高平均欣賞指數大獎」，同年以《香港歷史系列》勇奪「評審團大獎」。另外，2000年開始，香港電台推出外判電視及電台節目計劃，引入新製作意念，推動培育本地獨立創作。香港電台的網站設有免費網上直播和重溫。
2016年一項來自中大的調查結果顯示，大學生認為最受市民喜愛的新聞機構中，香港電台名列第一位。
唯至2017年，審計署分析 2017 年電視節目欣賞指數調查的結果發現，首20位名單上的9個港台節目當中，有5個節目的認知率介乎1.5%至13.8%不等，遠低於所有223個節目的17.1%平均認知率。而港台電視 31/31A12 在2018年1月至6月期間的收視率報告顯示，其平均收視率偏低。港台電視31/31A在該6個月期間的平均收視率為0.1點(即僅6,400名觀眾)。審計署分析6個在同一時期亦於商營電視台的免費頻道播放至少3個月的港台節目，發現該6個節目在港台電視 31/31A 播放時的收視率，遠低於同一節目在商營電視台免費頻道播放時的收視率。

### 市場導向
香港電台作為公共廣播機構，除了宣傳政府的政策、製作教育及資訊節目外，由於不從商業市場導向考量，因此節目製作亦能照顧少數社群需要。2005年尼爾森媒介研究一項調查結果指出，在涉及全港性的社會事務上，香港電台的節目能夠引起較多觀眾關注，對比無綫及亞視，香港電台公共事務電視節目較受大學程度及專業行政人員的歡迎。該研究另一項調查結果指出，在涉及全港性的社會事務上，香港電台的節目能夠引起較多觀眾關注：如在多次立法會選舉中，港台製作的選舉論壇節目。

## 數碼聲音廣播
1998年香港電台聯同當時的資訊科技及廣播局、香港商業電台及新城電台，首次於港島歌賦山及九龍畢架山設置發射器，共同以歐洲廣播聯會制定的尤里卡147制式於L波段（L Band）測試數碼聲音廣播。結果顯示，廣播音質大幅改善，為日後全面推行在數碼電台廣播做好準備。
2004年香港電台分兩個階段，再度測試數碼聲音廣播。2004年3月，先行以DRM（Digital Radio Mondiale）技術，測試中波頻率數碼聲音廣播；9月起，再度測試歐洲尤里卡147制式Band III頻率。測試期間，香港數碼聲音廣播系統將分別轉播現有的AM台及FM台的節目，同時配合數據廣播。香港電台在2005年4月至5月期間，於全港不同地區設立試聽站，讓普羅市民認識這項嶄新的廣播科技，並分享高音質的效果。
2005年8月，再進行數碼聲音廣播測試，但最終因以市場為主導，再加上商業電台及新城電台對數碼廣播意欲不大，所以未有實際成果。但直至2007年5月期間香港電台已進行過四個階段的數碼聲音廣播測試。
2009年9月，港台教育電視部台長施永遠表示數碼聲音廣播已做了10年測試，技術上已準備好，若啟播便需要購買大量器材，所以主動權在政府方面，現正在等候政府立法。
2011年6月8日，香港的數碼聲音廣播籌備工作進入新階段，各電台將選定的頻道之組別編號，其中香港電台的編號為「3」，預計同年年底正式啟播。
2011年11月7日，香港電台數碼聲音廣播正式進入試播階段，港台數碼台將設有兩個普通話頻道（香港電台普通話台、中央人民廣播電台香港之聲）、兩個英語頻道（香港電台第三台、香港電台第六台）及一個粵語頻道（香港電台第五台）。
2012年9月17日，香港電台數碼聲音廣播正式啟播，試播及啟播初期，香港電台數碼31台全日轉播香港電台普通話台、香港電台數碼33台全日轉播香港電台第三台、香港電台數碼35台全日轉播香港電台第五台；而香港電台數碼32台全日轉播中央人民廣播電台香港之聲、香港電台數碼34台全日轉播香港電台第六台（BBC World Service）。
2013年2月4日開始，香港電台數碼31台和香港電台數碼35台部份時間作分途廣播。
2017年3月28日，政府宣佈，經考慮香港數碼聲音廣播發展檢討報告後，決定停止香港的數碼聲音廣播服務，最終香港電台數碼聲音廣播於2017年9月3日午夜停播，本地數碼聲音廣播服務亦劃上句號。

## 港台電視
2009年香港政府宣佈擴大香港電台的服務範疇，當中包括推出數碼地面電視廣播服務，為市民提供免費的公共數碼電視。港台正籌備有關的工作，數碼地面電視訊號將會透過特高頻（UHF）電視頻道62（798至806兆赫）廣播，令大眾除了享有現有的商營電視台所提供的服務外，有更多的選擇。
於2012年6月30日，港台透過慈雲山發射站為籌劃中的數碼地面電視頻道進行技術測試，另外三個分別位於金山、青山和飛鵝山的發射站已於2013年3月中相繼投入服務。港台數碼地面電視訊號的覆蓋率已擴展至超過全港50%人口。
2013年1月9日起，港台逢星期三於標清電視頻道1，即第32台，會轉播每周立法會會議。港台將提供雙語廣播，觀眾可選擇收聽粵語或英語。並在2013年4月1日起，港台會在高清頻道，即第31台，與無綫電視翡翠台及亞洲電視本港台同步播放港台黃金時段節目及重播港台節目以達至6.5小時之廣播時數，即每晚七時至凌晨一時半。另城市論壇也會在高清頻道與無綫電視翡翠台同步播放。其餘時間則繼續播放港台挑選的高清節目作測試用途。
測試順利後港台於2014年1月12日進行節目傳送測試及試播，並引入全新製作的節目，包括本地節目《總有出頭天》、《視點·三十一》、《IT行者》等等，外購節目《小農夫大作物》、《百變動物盒》等等，已經在2013年節目顧問團會議公佈。屆時31台將設定為綜合頻道，用以播放包括新聞與自製節目在內的綜合節目，32台設定為直播台，以直播立法會會議及其他重要記者會為主，而香港政府2010年頒佈《香港電台約章》，約章列明要“轉播國家電視台節目”，所以33台會二十四小時轉播中國環球電視網紀錄頻道。
2015年4月1日，亞視不獲續牌；商務及經濟發展局局長蘇錦樑有意將港台電視模擬化，並增設電視新聞。同月12日中午決定計劃將港台電視分階段試播及全面啟播的可行性，並在今年6月底之前遞交初步建議，預料計劃第三階段試播時或之後會包括加強本地製作及外購節目、增設電視新聞等等。
2015年9月21日開始，港台電視31由星期一至五改為下午2時開台，廣播共11.5小時。2015年11月7日，「香港電台節目顧問團會議2015」維持決定，同時考慮將港台電視模擬化決定在4月1日推出，預計由早上6時30分至凌晨1時30分，總廣播為19小時。2016年2月15日，廣播處長梁家榮保證港台電視在現有資源下提供新聞、資訊節目，預計接手初期可提供晨早和晚間新聞，每晚有最少15分鐘新聞節目，計劃電視新聞在初期不設主播。
2016年4月2日凌晨零時，港台電視31和港台電視33接手亞視的本地免費電視牌照不獲續期而空出的模擬頻道，該2條模擬頻道原本是播放亞視本港台和國際台，但因工程需時，初階段的模擬電視訊號只覆蓋全港8成人口，部分位於屯門、元朗、港島南區、九龍最東面等地區的市民可能未能接收，但最快會在6月內能全面覆蓋。
2017年5月29日，港台電視33、33A停止播放中國環球電視網紀錄頻道，改為播放中央電視台綜合頻道港澳高清版，使有關頻道在亞視放棄轉播後，再次落戶香港。
2020年11月30日晚上11時59分59秒，港台工程人員在慈雲山發射站關閉模擬訊號發射儀器，結束模擬電視廣播。港台電視31A和33A在23:59停止與數碼頻道聯播，播出提醒觀眾轉台的「告別卡」。踏入12月1日午夜12時，工程人員按下按鈕，模擬頻道隨即化成俗稱「雪花」的雜訊畫面，告別大氣電波。
2022年6月17日，港台電視頻道港台電視34開始試播。
2022年6月24日，早上10時30分港台電視頻道港台電視34開始轉播中國環球電視網紀錄頻道，並於台徽下方加上「訊號測試」。
2022年7月1日，港台電視34正式啟播中國環球電視網紀錄頻道。
2023年6月15日，港台電視新增一條測試頻道並透過大氣電波傳送，畫面為以中英文顯示的靜態文字畫面《港台電視頻道 信號測試》，29日轉為以中英文顯示的靜態文字畫面《CGTN英語頻道將於7月1日 港台電視35啟播》，這標志著港台電視35為轉播CGTN英語頻道的頻道。7月1日零時整，港台電視35正式啟播CGTN英語頻道。
2024年6月24日，港台電視新增港台電視36作為測試頻道透過大氣電波傳送，畫面為以中英文顯示的靜態文字畫面《港台電視36 即將啟播》，7月2日，港台電視36開始播放體育節目且在台標左側加上“訊號測試”字樣。7月26日（即2024巴黎奧運會開幕典禮），該頻道正式啟播。頻道於10月1日停播。

## 互聯網服務
香港電台自1994年12月推出網上廣播服務以來，服務範圍日益擴大，至今全部港台製作的節目，都可以在「香港電台網站」（rthk.hk）收看、收聽和重溫。港台現時存有超過85年的聲音記錄及超過35年的電視製作。香港政府會在未來撥備資源，讓港台建立電子節目資料庫，以保存香港廣播的珍貴文化遺產，並開放予市民和業界使用。
1994年12月，在香港中文大學電算機服務中心（今稱資訊科技服務處）協助下，創建「香港電台聯網版」，開拓新的廣播科技，在網上提供新聞簡報及少量電視及電台節目。
1995年9月，成功取得同步直播Live Real Audio的科技，與美國西雅圖Progressive Network合作，在香港立法局選舉日，透過互聯網36小時全球直播電台選舉新聞和節目，成為世界上首個應用同步直播作36小時直播的電台。
1996年10月，港台擔任第三十三屆亞太廣播聯盟週年大會主辦機構，特別為這次活動設立網站，全球現場直播專題討論部份，首次令不能出席會議的會員，亦可在本國即時分享大會的訊息。
1997年6月，將香港回歸的各項慶祝活動，連續48小時經互聯網視像直播，全球共有25萬人次收看或收聽了此次盛事，而在此期間，到訪港台網站的人次更高達900萬，是香港互聯網廣播史無前例的一項創舉。
1998年4月，網站定名為「香港電台網上廣播站」（www.rthk.org.hk），提供4個電台頻道24小時直播，以及自選電台、電視節目服務。
2000年4月，全面拓展網上廣播服務，每天直播全部6個電台頻道、所有黃金時段播出的電視節目（每周共7小時視像節目），及提供中文新聞文本。
2001年1月，香港電台網上廣播站得到聯合國的支持，推出由聯合國拍攝的「聯合國在行動」（UN In Action），播放一系列有關世界各地的政治、環境保護、經濟及社會民生的節目。為大家開展世界視野，帶來更多國際性的資訊。
2001年2月，網站增設中文簡體字版，方便海內外華人參閱瀏覽。
2001年3月，與六大洲各國超過500間電台和電視台網站連線，讓網友更方便接通全球各地電子傳媒，分享資訊。
2001年4月，增加網上英文新聞文本。推出網上學習e-Learning，透過互聯網多媒體互動平台，推動終身學習，提供文史哲、藝術欣賞和語言學習的素材，提高大眾學習興趣。
2001年7月，開設網上財經頻道（e-Finance），提供即時財經資訊、專家推介、上市公司專訪等不同項目。
2001年11月，新增免費訂閱網上新聞速遞，每日早、午、晚三節中文及英文新聞，透過電郵直接傳送給訂戶；並提供電子手帳下載版本，方便用戶隨時瀏覽。
2001年12月，加強新聞網頁內容，每日即時新聞文本內增插特別現場錄音，包括相關訪問或重要人物發言等，令聽眾能直接收聽到第一手原聲。
2002年6月，開設「中華文化頻道」，推出不同具中國文化特色的項目，包括︰「茗茶樂」、「網上中華五千年」、「文化長河」、「中國戲曲查篤撐」等。
2002年9月，開設「文化互聯網」，提供一個網上平台，發放最新本港文化活動訊息及推動公眾交流。
2002年9月，加強網絡自動上載系統，提供更簡單易用的即時調查、討論區及問答遊戲的網上新介面。
2002年11月，香港電台網上廣播站率先推出PDA電子手帳版本，為電子手帳用家提供多媒體內容，包括：直播6個電台頻道節目、每小時新聞簡報（粵語、普通話及英語）的直播或下載、瀏覽或下載中、英文即時新聞文本，及每日更新的電視節目精華推介短片。
2003年2月，慶祝香港廣播75年，推出「經典重溫頻道」，精心挑選香港電台在不同年代所製作的經典節目，供公眾在網上重溫欣賞。
2003年10月，香港電台網上廣播站推出全新面貌，版面設計照顧不同需要，令大家網上欣賞電台電視節目更加一目了然。網頁新增搜尋器，公眾可更快捷及方便地，在香港電台網上廣播站不同範圍內作內容搜尋，重溫和瀏覽網上提供的豐富節目及內容。
2004年10月，開設立法會直擊，每周網上視像直播立法會會議。
2005年7月，推出myrthk新功能，讓公眾能建立個人化香港電台網上頻道。網上即時新聞並提供RSS服務。
2005年8月，設立 Podcast Corner下載頻道，讓公眾能簡便地接收及下載最新節目，作流動收聽。
2007年5月，Podcast Corner擴展為Podcast Station，提供更多影音節目供選擇，並增設3GP多媒體儲存格式，方便3G手機用戶隨身收看。
2008年11月，增設「電腦桌面微型應用程式」（Soha Widgets Vista版），讓公眾在新增、編輯和查閱私人的行事曆之餘，更可直接獲取香港電台新聞、收聽網上電台直播、收看電視直播及查閱港台最新活動資訊。
2009年9月，「香港共享創意」回應香港教育課程改革，啟動「創意通」通識計劃；香港電台作為一個公共廣播的機構，按「共享創意」授權條款於本網站發放一些特選多媒體項目，供大家免費下載使用。
2010年3月，全面提供「高質版」（High Quality）服務，直播6個電台頻道節目，讓公眾可以享受高品質的香港電台網上電台直播。透過「高質版」（High Quality）的服務，直播更流暢、音質更好更清晰。
2010年6月，推出首個流動應用程式「香港電台隨身版」（RTHK On The Go），iOS及Android用戶可分別於App Store及Android Market免費下載及安裝於iPhone、iPod Touch及Android裝置上，隨時隨地透過Wi-Fi或手提電話網絡收聽電台直播、查看即時新聞、下載Podcast精選等等。
2010年7月13日，香港電台網上廣播站《RTHK On Internet》推出全新面貌，並重新定名為「香港電台網站」（rthk.hk（页面存档备份，存于）），公眾可更快捷及方便地在香港電台網站不同範圍內作內容搜尋、重溫和瀏覽網上提供的豐富節目及內容。並推出香港電台網站手機版「m.rthk.hk（页面存档备份，存于）」，內容包括：直播6個電台頻道節目、瀏覽中、英文即時新聞文本，及收聽新聞節目。
2012年9月17日，香港電台數碼聲音廣播正式啟播，「香港電台網站」網頁版、手機版及智能程式同日提供「高質版」（High Quality）／MP3格式網上直播，但只直播數碼31、33和35台節目及不設網上節目重溫。
2014年1月1日，「香港電台網站」提供「HTTP Live Streaming」播放技術，支援不同播放平台。同日凌晨十二時，所有節目重溫改用此播放技術，取代由1998年開始使用的 Real Player 及 Windows Media Player 播放技術，及將節目重溫擴展至數碼31、33和35台節目。
2014年1月7日，推出電視節目流動應用程式「港台電視流動版」（RTHK Screen），iOS及Android用戶可分別於App Store及Google Play（Android Market）免費下載及安裝於iPhone、iPod Touch及Android裝置上，隨時隨地透過Wi-Fi或手提電話網絡收看電視直播、節目重溫及直播節目表等等。
2014年2月3日，下午四時起不再提供 Real Player（RM 格式）及 Windows Media Player（ASF 格式）的網上直播。
2014年9月18日，推出電台節目流動應用程式「RTHK Mine」，iOS及Android用戶可分別於App Store及Google Play（Android Market）免費下載及安裝於iPhone、iPod Touch及Android裝置上，隨時隨地透過Wi-Fi或手提電話網絡收聽電台直播、節目重溫、收看電台節目精華、查看重點新聞、天氣報告及交通消息等等。

## 收听、收看香港電台节目
因爲香港電台的中波頻率在珠三角大部分地区可以接收，其中包括香港電台第三台（AM567）、第五台（AM783）、普通話台（AM621）和第六台（AM675），所以在2004年開始，中国中央人民廣播電台在AM621及AM783設立廣播以干擾珠三角地區市民接收香港電台，但第三台及第六台未受干擾。中国大陸對電台的干擾，使香港方面要為不同地區額外撥出通訊頻道，以避開來自大陸的干擾。做法是為其中三個AM台（第三台、第五台及普通話台），在AM廣播接收欠佳的地區加建地區性FM轉播站，以FM頻道為該區轉播AM服務，改善接收質素。受干擾的地區包括天水圍、北區、西貢、將軍澳等地。這亦間接使香港可撥出以供新電台成立使用的頻道愈來愈少，直至現在完全飽和。直至2007年初開始，才取消使用中央台干擾港台第五台及普通話台。而香港聽眾依然可以透過撥打2272 0000 “打電話聽港台”服務來收聽香港電台的節目。

#### 在中國大陸收聽、收看香港電台節目
香港電台的三個FM頻率則可以在珠三角南部接收，當中包括香港電台第一台、第二台及第四台。但覆蓋範圍僅限於深圳經濟特區、東莞西部、廣州南部（僅限南沙區及番禺區中南部）、中山東部、惠州東部部分地區及珠海。其中因第二台及第四台因鄰近頻率較少，在珠三角地區相較起第一台更易接收。AM頻率在前文已經提及，本段則不再復述。
中國大陸聽眾亦可通過綫上直播收聽香港電台。但因防火长城封鎖，無法直接登入官網收聽節目，只能通過第三方的網址及APP收聽。不過在2015年10月14日，有網友透露網信辦、廣電總局開展境外電視網絡接收設備專項整治行動，其中「尚聽FM」、「蜻蜓FM」違法提供香港電台第五台的在線直播服務，因此中國大陸用戶的收聽渠道大多被切斷。
而電視頻道方面，珠三角部分地區可以接收到香港地面電視訊號，因此可以與香港觀衆一樣，直接收看到原版的港台電視節目。而中國大陸其他地區的觀眾，可用非官方渠道在綫上收看港台電視31、港台電視32，不過現已大多數被封鎖。
港台節目方面，在廣東省有線電視用戶曾經可通過翡翠台、本港台、明珠台、國際台收看部分香港電台的電視節目，不過此方式受到廣東有線電視網絡審查。2020年3月4日起，通訊事務管理局撤銷要求本地免費電視須播放香港電台節目的指示。3月9日起，TVB不再轉播港台節目，所以現在廣東省有線電視用戶已不可直接在電視上收看到港台節目。另外中國大陸觀眾還可通過鳳凰衛視香港台（網絡直播形式，鳳凰網）收看香港電台的電視節目。

## 電台及電視頻道
香港電台設有8條全日24小時廣播的電台頻道，以及5條電視頻道：

### 電台頻道
| 廣播頻率                                                                                  | 電台頻道                              | 角色和定位                                                                                        | 語言                                                                                             | 節目類型                                                                                  |
| FM 92.6-94.4                                                                              | 第一 Radio 1                          | 新聞、資訊及綜合節目                                                                              | 粵語                                                                                             | 新聞及時事 (42%)、資訊 (24%)、通識及國情教育 (15%)及其他／綜合類別 (19%)                  |
| FM 94.8-96.9                                                                              | 第二 Radio 2                          | 青年、娛樂、流行音樂、藝術、文化及推廣家庭及社區活動節目 第二台另設青年網上資訊園地「Teen Power」 | 粵語，亦有印尼語節目                                                                             | 雜誌式節目 (26%)、家庭及青年 (14%)、音樂 (39%)、文化及教育 (7%) 及其他／綜合類別(14%)     |
| AM567 港島南：AM 1584 及 FM 93.1 將軍澳、天水圍：FM 107.8 跑馬地、渣甸山、眺景園：FM 97.9 | 第三 Radio 3                          | 新聞、資訊及綜合節目                                                                              | 英語，亦有尼泊爾語及烏爾都語節目                                                                 | 新聞及時事 (19%)、娛樂 (16%) 及音樂 (65%)                                                 |
| FM 97.6 - 98.9                                                                            | 第四 Radio 4                          | 美樂及藝術節目                                                                                    | 英粵雙語                                                                                         | 美樂 (83%)、藝術及文化 (7%) 及其他／綜合類別 (10%)                                        |
| AM 783 將軍澳：FM 99.4 屯門、元朗：FM 97.3 天水圍：FM 92.3 跑馬地：FM 95.2                | 第五 Radio 5                          | 長者、文化及教育節目                                                                              | 粵語                                                                                             | 長者 (13%)、中國傳統戲曲 (37%)、家庭及兒童 (10%)、新聞及時事 (19%) 及其他／綜合類別 (21%) |
| AM 621 跑馬地、屯門北：FM 100.9 將軍澳：FM 91.4、天水圍：FM 99.4                          | 綜合節目、新聞及財經 社區參與廣播服務 | 普通話 社區參與廣播服務時段： 多種語言如粵語、英語 及香港少數族裔語言                             | 新聞 (21%)、資訊 (15%)、文化及教育 (9%)、音樂 (44%)、社區參與廣播服務 (8%) 及其他／綜合類別 (3%) |                                                                                           |
| AM 675                                                                                    | 香港之声台 CNR/HK                       | 轉播中央人民廣播電台香港之聲                                                                      | 普粵雙語                                                                                         | 新聞、時事及資訊 (85%) 及音樂 (15%)                                                       |
| FM 102.8                                                                                  | 大灣區之聲 CMG/RGB                    | 转播中央广播电视总台粤港澳大湾区之声                                                              | 粤语、普通话                                                                                     | 新聞、時事、資訊及音樂                                                                    |

### 電視頻道
| 頻道編號 | 電視頻道              | 角色和定位 | 語言                                             | 節目類型                                                                                                 |
| 31       | 港台電視31 RTHK TV 31 | 綜合頻道 全新港台製作的時事、資訊、戲劇、教育、文化藝術節目、外購節目、精選港台經典節目、英文節目、學校節目、天氣報告等 | 粵語為主，亦有英語廣播節目、印尼語字幕及手語服務 | 時事、資訊、戲劇、教育、文化藝術節目、外購節目、精選港台經典節目、英文節目、學校節目、天氣報告等綜合節目 |
| 32       | 港台電視32 RTHK TV 32 | 直播頻道 直播多個立法會會議、重要記者會、本地即時新聞、國際時事及體育新聞片段、體育賽事直播及漫‧電視等                  | 粵語、普通話及英語                               | 直播立法會會議、重要記者會、本地即時新聞、國際時事及體育新聞片段、體育賽事直播及慢電視（雜項）節目       |
| 33       | 港台電視33 RTHK TV 33 | 轉播中國中央電視台綜合頻道 (港澳版) (CCTV-1 綜合)                                                                       | 普通話                                           | 新聞、兒童、劇集、紀錄片、特備及綜藝節目                                                                 |
| 34       | 港台電視34 RTHK TV 34 | 轉播中國環球電視網紀錄頻道                                                                                              | 英語                                             | 歷史、文化及紀錄片                                                                                       |
| 35       | 港台電視35 RTHK TV 35 | 轉播中國環球電視網主頻道                                                                                                | 英語                                             | 新聞資訊                                                                                                 |

## 部份節目類別

### 清談/資訊節目
- 《清晨爽利》
- 《開心日報》
- 《精靈一點》
- 《講東講西（星期一至五）》
- 《講東講西（星期日）》
- 《思潮作動》
- 《大城小事》(已完結)
- 《波樂無窮》
- 《知識會社》
- 《港台講台》
- 《旅遊樂園》
- 《與CEO對話》
- 《懶人包》(已完結)
- 《法醫研究所》
- 《哈林奭失眠》
- 《香港電台是我家》（已完結）
- 《E個世界》（已完結，並以環節形式併入《知識會社》）
- 《少寶與文狄》
- 《敏感時刻》（已完結）
- 《周末有情人》（已完結）
- 《sun生活》

### 廣播劇
- 《香港故事》
- 《獅子山下電台版》
- 《中華五千年》
- 《神州五十年》
- 《「悲歡離合」系列》
- 《薛仁貴東》、《薛丁山征西薛仁貴征東》
- 《周末午夜場》：每個星期日在凌晨時分於第一台播出，緊接《小寶與文狄》，節目分為四個部份，重播港台的經典廣播劇

### 時事及聽眾來電節目
- 《針鋒相對》
- 《太平山下漫步》
- 《晨早新聞天地》、《午間新聞天地》、《傍晚新聞天地》及《晚間新聞天地》
- 《70年代》、《80年代》、《90年代》及《千禧年代》系列
- 《中國點點點》
- 《星期六問責》
- 《自由風自由Phone》
- 《輕輕鬆鬆自由Phone》（已完結）
- 《星空奇遇鐵達尼》（已完結）
- 《頭條新聞》（已無限期暫停製作）
- 《公民社會》（已完結）
- 《智慧公民》（已完結）
- 《人文講場》（Teen Power）（已完結）
- 《【 sik 】 【 si 】 【 fung 】》（已完結）
- 《鏗鏘集》
- 《視點31》
- 《政壇新秀訓練班》
- 《LTV Cafe》（已完結）
- 《西遊記茶餐廳》廣播劇（已完結）

### 音樂節目
- 《中文歌曲龍虎榜》
- 《這裏找共鳴》（2014年1月-8月，2015年1月-7月）
- 《2000靚歌再重聚》（區瑞強主持，重唱本地及各地經典歌曲）
- 《環球榜》（李志剛主持，英文音樂節目）
- 《全球華語歌曲排行榜》（孟繁旭主持，普通話台節目，已完結）
- 《Teen 空海闊》（白原顥主持，日文音樂節目）
- 《大韓旋風》
- 《音樂互聯網》
- 《音樂情人》
- 《恬淡情懷》
- 《輕談淺唱不夜天》
- 《騷動音樂》（TeenPower聯播）
- 《我愛廣東歌》（今明主持，已完結）
- 《音樂早點》（關偉光主持，普通話台晨早音樂節目，已完結）
- 《活。樂。12點》（葉宇波主持，普通話台午間音樂節目 ，已完結）
- 《音樂抱抱 （页面存档备份，存于）》（卜邦貽主持、普通話台晚間六點音樂節目）
- 《數字人生》（已完結）
- 《黃金右腦》（已完結）
- 《黃金的旋律》（已完結）
- 《悠長假期》（陳海琪主持）
- 《音樂有德勛》（已完結）
- 《Hip Hop 天使Angela》（已完結）
- 《輝遊記》（已完結）
- 《國風國豐》（已完結）

### 娛樂節目
- 《晨光第一線》是香港最長壽的晨早電台節目
- 《瘋show快活人》
- 《一個鐘一個梁榮忠》 (已完結)
- 《Made in Hong Kong 李志剛》
- 《Gimme 5》(已完結)
- 《尋常事 認真做》(TeenPower聯播)
- 《中女宅男殺很大》
- 《守下留情》
- 《有冇搞錯》2008年9月8日至2019年3月29日
- 《C Hing 祠堂》（2019年4月1日至今）
- 《娛樂滿天星》（已完結）
- 《萬王之王》（已完結）
- 《青春交響曲》（已完結）
- 《948娛樂網》（已完結）
- 《一潮天子》(TeenPower聯播)（已完結）
- 《好心情》（已完結）
- 《DJ 先生李志剛》（已完結）
- 《TP新勢力》（已完結）
- 《拖男帶女 Love Actually》（已完結）
- 《甜心家族》（已完結）
- 《創KaPo夫》（已完結）
- 《這裏找共鳴（新版）》

### 頒獎及比賽節目
- 《全球華語歌曲排行榜頒獎禮》
- 《十大中文金曲頒獎音樂會》
- 《電視欣賞指數調查最佳節目頒獎禮特輯》
- 《小學校際問答比賽》
- 《粵港澳小學常識問答比賽》
- 《全港中學校際問答比賽》
- 《財智雙全中學生理財通識終極鬥》
- 《國民教育問答比賽》
- 《香港電影金像獎頒獎禮》
- 《香港舞台劇獎頒獎禮》
- 《金馬獎頒獎禮》
- 《中學生好書龍虎榜頒獎禮特輯》
- 《大專辯論賽》
- 《香港大专普通话辩论赛》
- 《美在花城廣告新星大賽》
- 《香港回歸十年十大金曲頒獎典禮》
- 《國際流行音樂大獎》

### 教育節目
- 《長者空中進修學院》：長者教育節目，由袁翠霞監製，香港社區發展網絡，亞洲歸主協會等協辦。
- 《日語自遊行I》、《日語自遊行II》、《日語自遊行III之最和味》:香港日本文化協會合辦
- 《征服懶音》:廣東話懶音節目,羅曼穎及香港中文大學．中國語文及文學系博士 張錦少博士主持。
- 《正斗中文》
- 《反斗普通話》
- 《反斗英語》

### 宗教節目
- 《空中結緣》：佛教節目，逢周日於第五台早上廣播[88]，由葉文意居士主持
- 英文台每逢星期日早上都會轉播聖約翰座堂的崇拜。

### 兒童節目
- 《小朋友時間》
- 《歡笑樂園開心地》
- 《好孩子星期天》
- 《玩玩星期天》
- 《訴心事家庭》（包含親子﹑家庭心理學等元素）

### 其他節目
- 《香江暖流》（以長者為對象的長壽電台節目）
- 《有你同行》
- 《耆力量》
- 《戲曲天地》/《戲曲之夜》
- 《BBC 時事一週》
- 《一桶金》
- 《一桶金之財經新思維》
- 《投資新世代》
- 《香港家書》（以書信形式作骨架，讓知名的公眾人物向大眾／對方提出對時事之意見）
- 《大學站》
- 《自己人》（香港首個以LGBT為主題的電台節目）
- 《大自然之聲》（與漁農及自然護理署合作，首創以數碼音質錄播大自然蟲鳥花草的聲籟）
- 《有聲好書》（以聲音朗讀巨著作品）
- 《家有愛寵》（以飼養寵物為主題的電台節目）

### 經典節目
- 《周末午夜場》（重溫經典廣播劇）
- 《小時候 經典重溫》（已完結）
- 《獅子山下 經典重溫》（已完結）

### 2020年 生態/保育環境節目
- 《大自然大不同》
- 《生態人》
- 《大自然逐樣講》

## 現任電台節目主持人

### 中文
- 台長：張璧賢
- 節目推廣總監：胡世傑
- 特別項目經理：李錦明

#### 第一
- 節目總監：鄭曦暉
- 副節目總監：張婉君
- 主持：蕭洛汶、勞家樂、杜雯惠、余凱祺、楊曜聰、方健儀、江卓儀、林詠雯、虞逸峯、嚴祟天、陳家亮、何雅莉、潘蔚林、譚偉權、曾慕雪、馮榕榕、阿三、徐嘉諾、李莉、李德能、林依諾、王昭鴻、羅家聰、梁理中、陳俊文、譚紹興、陳燕萍、陸宇光、梁家永、李家文、李文、劉偉恒、梁禮勤、何亨、劉天賜、岑逸飛、文潔華、馬鼎盛、馬恩賜、鄧達智、黃仲遠、張偉基、李秋婷、黃思蘅、廖杏茵、蕭叔叔、蘇啟智、彭德章、黃瑋傑、徐家健、王耀楊、周嘉俊、李穎珊、胡世傑、鄭萃雯、葉國華、葉振東、劉蓮、梁彥宗、區凱聲、高志超、冼家裕、馮堅成、黃凱彥、張海喬、雷雄德、余翠怡、施欣儀、勞慧雅、馬靖兒、張偉國、羅永生、曾卓然、譚家齊、范永聰、梁學曦、譚永標、肥Dee、錢佩卿、李燦榮、林海君、岑皓軒、陳佩姍、胡慧沖、譚惠清、招秉恒、蔡基瑋、陳繁昌、黎慧因、沈平、潘昭強、葉婉儀、麥漢明、謝海悠、佘日源、杜汶婧、許業匡、余柏盈、車淑梅、羅乃萱、黃裕舜、謝祖墀、黃文江、吳海傑、梁雪怡、嚴楚碧、楊詩敏、邱焱、李靜宜、陳志輝、潘嘉陽、蘇雋、湛家揚、關志康、葉韻怡、張璟瑩、施志咏、侯鈞翔、李妍慧、蘇奭、米哈、海林、阿一、的神、德國人

#### 第二
- 節目總監：程潔瑩
- 副節目總監：陳頴洪
- 主持：蒙為亮、白原顥、梁繼璋、李麗蕊、馬小強、阮頌揚、李志剛、洪崎峻、鄒攝、黃天頤、波盛、彬臣、方梓豪、區瑞強、鄧慧詩、潘芳芳、劉倩怡、周美茵、余劍明、鄭子誠、林司敏、崔潔彤、彭詠儀、岑亮、劉沛龍、艾力、曾潔盈、星怡、阿LU、黎穎瑜、陳圖安、林靜莉、黎軒朗、曾嘉敏、鄭政恆、黃怡、鄒芷茵、唐睿、倪秉郎、程潔明、陳雋騫、盧詩棓、簡慧詩、秋璇、陳淑蘭、陳淽菁、區文詩、林欣虹、李啟俊

#### 第五
- 節目總監：李仁傑
- 副節目總監：-
- 主持：李仁傑、錢佩卿、林瑋婷、阮德鏘、陳永業、鄭瑞芬、錢佩佩、王者匡、御玲瓏、龍玉聲、何偉凌、陳禧瑜、侯偉新、辛巧琪、蕭希婷、黎曉君、程穎琳、周錦瑤、丁家湘、張偉基、梁陳智明、艾力、崔紹漢、林思為、李衎政、鄧添樂、李偉圖、黃可柔、周綺玲、李浩輝、梁之潔、陳師正、藍煒婷、黃好婷、洪藝烜、張瑪莉、黃希文、袁梓珮、汐汐

#### 普通話
- 節目總監：馬克菲
- 副節目總監：羅曼穎
- 主持：葉宇波、卜邦貽、楊子矜、孟繁旭、鄭敏兒、陳曦、譚文捷、芳華、徐昂、劉明正、黃梓瑜、陳鳳翔、馬儷文、袁立一、段潔、洪健崴、胡希彥、孫雷、司徒天籟、宛佳、劉焯文、金丹、麥尚中

#### 公共事務組
- 節目總監:陳燕萍
- 副節目總監:林嘉瑜
- 主持：蕭洛汶、陸宇光、李文、黃瑋傑

#### 電台文教組
- 節目總監: 譚永暉
- 副節目總監:曾嘉敏
- 主持：鍾傑良、馮傑、李秋婷

### 英文
- 台長：許卓圖（Hugh Chiverton）

#### 第三
- Jim Gould（高誼德）（總監）、Noreen Mir（伍詠欣）、Samantha Butler、Andrew Work、Megha Chaddah、Mike Rowse、Peter King、Kevin Lewis、Simon Willson、Phil Whelan、Alyson Hau（侯嘉明）、Luisa Tam（譚雁瞳）、Paul Haswell、Carol Mang、Carolyn Wright、Andrew Dembina、Arthur Tam（譚皓焱）、Michael Lance、Jeff Cheung、Danny Lau、Steve James、Ron R. Lacson、John Tanner、Annemarie Evans、Aileen Alonzo、Chura Thapa、Abid Ali Baig、Jayang Jhaveri、Muskkan Samtani、Christopher Coleman、Robin Ewing

### 雙語廣播

#### 第四
- 蕭樹勝（Jimmy Shiu）（總監）、 伍穎文（Wendy Ng）、廖碧楨（Emma Liu）、羅乃新（Nancy Loo）、林家琦（Kathy Lam）、艾樂冊（Issac Droscha）、馬盈盈（Tina Ma）、李德芬（Daphne Lee）、高德儀（Synthia Ko）、凌崎偵（Livia Lin）、戚家榮（Charles Chik）、成俊曦（Shing Chun-hay）、高爾文（Christopher Coleman）、何子輝（Sunny Ho）、梁芷菁（Steffi Leung）、陸堅智（Enico Luk）、梁敏瑩（Cleo Leung）、塵紓（Wong Kin-ting）、黃嘉浩（Toby Wong）、Ken Rose

### 電台發展及文教組
- 電台行政及發展組總監：韋佩文
- 電台發展及文教組節目總監：何翠峰
- 陳燕萍、鐘傑良、鄭曦暉、劉蓮、區凱聲、張偉基

#### 社區參與廣播
- 社區參與廣播節目總監：張建浩
- 社區參與廣播副節目總監：程振鵬
- 黃瀞賢、王淑儀、鍾益倫、周偉基、周偉業、吳美鈴、蕭豔萍

## 部分已離任、去世或转职電台節目主持人
| 姓名             | 離開年份 | 去向                                       | 備註 |
| ---------------- | -------- | ------------------------------------------ | --- |
| 香樹輝           |          | 新城財經台                                 | |
| 李麗蕊           |          | 曾任職於香港數碼廣播                       | |
| 鄭丹瑞           | 1987年   | 無綫電視演員                               | 曾任商台營運總裁 |
| 林姍姍           | 1989年   | 經理人                                     | 曾任職商業電台叱吒903 |
| 倪震             | 1989年   |                                            | 曾任職商業電台叱吒903 |
| 郭偉安           | 1991年   | 新城電台                                   | |
| 陳海琪           | 1990年代 | 商業電台                                   | 然後輾轉出任新城電台（新城997）台長﹑香港數碼廣播數碼大聲台台長﹑D100台節目主持，鳳凰優悅節目主持，現職商業電台副行政總裁 |
| 韋家晴(陳志雲)   | 1990年代 | 無綫電視                                   | 期後於2012年離開無綫電視，再轉職商業電台行政總裁，現退居節目主持                                                          |
| 黃凱芹           | 1996年   | 淡出娛樂圈                                 | 近期再度投身演藝事業 |
| 洪朝豐           | 1997年   | 淡出娛樂圈                                 | |
| 周慧敏           | 1997年   | 淡出娛樂圈                                 | 近期再度開始演藝活動 |
| 吳明林           | 1998年   | 新城電台                                   | 移民加拿大 |
| 許智豪(Jonathan) | 2001年   | 現為律師                                   | |
| 曾仕賢(Jason)    | 2003年   | 商業電台錄像總監                           | |
| 范振鋒           | 2004年   | 新城知訊台                                 | 同為BMA旗下歌手 |
| 黃 靜(Kawaii)    | 2005年   | 路訊通                                     | 現職於香港數碼廣播電台節目主持人                                                                                          |
| 黎國輝(阿感)     | 2006年   | 無綫電視收費頻道娛樂新聞台                 | 曾返回港台擔任港台電視節目《日常8點半》主持人之一，直至2021年節目結束為止                                                 |
| Khaliq Meer      | 2006年   | 未明                                       | 轉職至香港數碼廣播 |
| 李慧娜(拿拿淋)   | 2006年   | 音樂，電影及藝人管理                       | 現職Pico Global Services Ltd. 客戶總監 (Account Director)。                                                               |
| 伍家廉           | 2006年   | 愛港之聲顧問                               | |
| 陳小芝           | 2007年   | 商業電台創作部                             | 現轉投亞洲電視 |
| 王祖藍           | 2007年   | 無綫電視首席創意官（創意總監）             | |
| 曾淑儀           | 2007年   | 香港社會服務聯會(社聯)                     | |
| 梁奕倫           | 2007年   | Now寬頻電視                                | 同為BMA旗下歌手 |
| 梁繼璋           | 2008年   | D100                                       | |
| 容羨媛(Fion)     | 2008年   | 無綫電視                                   | |
| 陳任             | 2008年   | 去世                                       | |
| 鍾偉明           | 2009年   | 去世                                       | |
| 楊吉璽           | 2010年   | 退休                                       | 移民加拿大溫哥華出任中文電台顧問                                                                                          |
| 姚婷芝           | 2010年   | 退休                                       | 移民到美國 |
| 梁東             | 2010年   | 未明                                       | 被終止合作，現轉往商業電台出任助理創作主任。                                                                              |
| 蔡浩樑           | 2011年   | D100                                       | 轉職Now觀星台及香港數碼廣播                                                                                               |
| 盧覓雪           | 2011年   | 香港數碼廣播                               | |
| 梁思浩           | 2011年   | 轉職至有線電視及香港數碼廣播，現於D100主持 | 被終止合作 |
| Joanne Wong      | 2011年   | 轉職亞視新聞                               | 國際台記者，後轉職Star News                                                                                               |
| 曾近榮           | 2011年   | 9月10日因病去世                            | |
| 麥潤壽           | 2011年   | 轉職至香港數碼廣播                         | 現任何君堯連任辦事處顧問                                                                                                  |
| 周融             | 2011年   | 「幫港出聲」發起人                         | 2012年曾於亞洲電視與繆美詩主持節目                                                                                        |
| 梁家永           | 2013年   | 退休                                       | |
| 王書麒           | 2013年   | 香港數碼廣播                               | 2017年4月轉戰商台 |
| 葉雅媛           | 2013年   | 未明                                       | |
| 陳震             | 2013年   | 入獄服刑                                   | 於2010至2012年被控性侵兩名男童而於2013年12月19日被判入獄九年                                                              |
| 曾智華           | 2014年   | 退休                                       | |
| 韋莫森           | 2015年   | 因病去世                                   | 死訊於2015年4月20日在敏感時刻完結前公佈                                                                                   |
| 馬家輝           | 2016年   | 文化評論學者                               | 因節目《思潮作動》完結而被香港電台終止合作                                                                                |
| 區文詩           | 2016年   | 香港歌手                                   | 被終止合作 |
| 馮偉棠           | 2017年   | 榮休                                       | |
| 鄧健泓           | 2017年   | 歌手                                       | 被香港電台終止合作 |
| 施介強           | 2018年   | 去世                                       | 2月22日因糖尿病於伊利沙伯醫院病逝                                                                                         |
| 何守信           | 2018年   | 退休                                       | 移民加拿大 |
| Uncle Ray        | 2021年   | 退休                                       | 健力士世界紀錄最長壽的唱片騎師，2023年1月13日去世                                                                         |
| 郭立椿           | 2021年   | 2月2日因病去世                             | 死訊於2021年2月7日在非常人物生活雜誌開始前公佈                                                                            |
| 閆擎             | 2021年   | 3月22日去世                                | 死訊於在同日香港電台Facebook專頁公佈                                                                                      |
| 貴花田           | 2021年   | 解僱                                       | 6月18日主持完《瘋Show快活人》後被解僱                                                                                     |
| 曾志豪           | 2021年   | 解僱                                       | 6月18日主持完《瘋Show快活人》後被解僱                                                                                     |
| 林超榮           | 2023年   | 12月12日因病去世                           | |

## 車輛
- 香港電台電台外勤廣播車，停泊在香港島銅鑼灣維多利亞公園硬地足球場內
- 香港電台電視部實地錄影車，停泊在維多利亞公園音樂亭內完成了戶外廣播工作。
- 香港電台電視部的平治Sprinter運員車
- 香港電台電視大廈左邊的福特卓志運員車

## 公共與國營廣播角色間的轉變

### 港英時期
成立於英屬香港時期的香港電台，最初被政府視之為官方喉舌，新聞內容全由政府新聞處（Government Information Office）提供，沒有編輯自主。雖然首任廣播處長布祿士（Donald Edgar Brooks）主張香港電台對政府可以進行「建設性的批評」，但一直不獲港英政府理會。1967年六七暴動期間，港台成為官方文宣媒體，平息暴動後，港府調整施政方針，為提升施政效率，在1968年成立民政署，加強與市民溝通。同時，港英政府銳意發展電視製作，希望藉電視與日俱增的影響力，提升政府形象，並從英國本土的公營廣播機構英國廣播公司，聘請何國棟（James Hawthorne）出任電視總監（Controller Television）。據何國棟憶述，1970年履新後不久，他的行事方式便跟港府官員發生激烈衝突。他不同意港台的角色跟政府新聞處一樣，認為報導事實是廣播機構公信力的來源：「如果我們可信，政府也會可信。如果我們在廣播中說謊，政府是騙子，我們也會被視為騙子。」後來廣播處長一職空缺，何國棟被港府問及是否願意接任，他開出條件要求新聞報導必須由香港電台負責編採，不再由政府新聞處提供，結果得到港府接納。何國棟於1972年至1978年獲港府委任為廣播處長，香港電台新聞部亦由1973年4月開始獨立運作，開啟編輯自主的時代。然而，香港電台當時有部分節目仍然受到政治壓力，其中公共事務相關的電視節目《觀點與角度》（Viewpoints）即為一例。1974年10月31日的《觀點與角度》，原定播出的評論是有關於批評港府處理一宗建造工程承包商的破產事件（「保利事件」）中表現差勁，但是被何國棟以該評論是故意引起事端為由最終未能播出，這個決定事後軒然大波，何國棟亦同意必須改革香港電台過份嚴格的審查方式。香港電台在1980年代中期起的自主性大幅提升，雖然港台是政府部門並得到恆常撥款，但是在節目製作及新聞編採方面，卻可獨立於政府的政治影響，達到真正的編採自主。
1984年《中英聯合聲明》簽署後，港英政府進入1984年至1997年間的「過渡期管治」，並推出一系列公營機構改革方案。1984年起，港府檢討香港的廣播政策，廣播事業檢討委員會於1986年發表報告書建議：「香港電台的電台部和電視部應一齊脫離政府，改組成為一間獨立公司，由一個董事局管理而董事則由港督委任。……作為一個公營廣播機構，新公司應有自己的一套憲章，明文規定其提供資訊、教育和娛樂節目的責任。……新公司亦須領牌而其持牌人亦須和商業電視台持牌人一樣受同樣的監管和受同樣檢查尺度的約束。……預計公營廣播機構從電視方面的收入，足以抵銷其電視服務的全部和電台服務的部份開支。但是，預料最低限度在最初階段，政府必須繼續撥款資助公營廣播機構。由於政府的資助額相信不會太多，故不會被人認為有足夠影響力向公營廣播機構施加壓力。」 1989年，行政局同意香港電台公司化（Corporatization），由政府部門轉變為獨立於政府的公營機構。中國政府得知消息後甚為不滿，極力反對，香港電台改組為公營機構的計劃被擱置。

### 特別行政區政府時期
1997年香港回歸初期，香港電台雖然作為香港特區的官方媒體，但是仍享有一定程度的新聞自由及編採自由。中國內地未能談及的議題，例如六四、台灣統獨問題等仍可涉及，部分節目如自1989年首播的《頭條新聞》，主持人在節目以幽默對答揶揄政府施政失誤仍可播出。然而，這些時事及政治節目不時引起政府官員不滿和社會爭議。如已故《鏡報》創辦人、親中共人士徐四民聲稱以納稅人身份批評港台，不清楚誰是自己的老闆。意思指香港電台雖然是一個政府部門，靠公帑營運，卻在節目中諷刺批評特區政府行政失誤。時任港台負責人的朱培慶曾公開發言，「香港政府只是港台的上司，港台的老闆是香港市民」。
2006年1月17日政府成立《公共廣播服務檢討委員會》檢討公共廣播角色，決定港台前途。2007年3月，黃應士領導的香港公共廣播服務檢討委員會建議香港政府成立全新的公共廣播服務公司，不適宜考慮香港電台全面過渡成新公司，時任廣播處長朱培慶則對報告沒提及港台去向感到失望。香港電台節目製作人員工會認為該報告漠視香港電台的價值，抺殺了港台公營化的可行性，工會以及保護記者委員會均爭取香港電台過渡成為真正的公共廣播機構。有立法會議員則指，若要成立一個新的公共廣播機構，意味港台將會被邊緣化、解散或與政府新聞處合併。
支持港台編採自主的組織「撐港台運動」的人士認為，在香港的政治氣候下，政府沒有給予港台足夠的保障，根本難以有足夠的政治空間，給港台去履行公共廣播機構的重責。香港電台保持政府部門身分，即政府仍會操人事任命大權，財政仍在所屬政策局的「開支封套」之內繼續受部門官僚程序制肘，並干預港台的編輯自主和運作，港台員工制作節目，動輒得咎，無法保障港台的編輯自主。不少人將港台定位為多元開放社會裡的公營廣播機構，對政府喉舌的定位相當抗拒。為此民間多次遊行表示關注，如部份人成立「撐港台運動」舉行街頭論壇等活動。另一方面，認為要加強控制港台的一方認為港台應履行公共廣播的職能、對公眾負責和對特區政府負責是完全一致的，香港電台作為政府屬下的傳媒機構，向公眾負責的首要任務是原原本本向市民介紹政府的施政方針和政策，即不能批評特區政府或中共中央。在本地的親共或親中陣營之中，大多認為政府必須要有宣傳自己政策和施政的工具，而執行這項任務就是香港電台的義務。因此輿論認為政府根本不會接受將港台落實作為公營廣播，讓港台的運作獨立於政府的建議。
2009年9月22日，行政會議決定維持港台公共廣播機構身份。不過，港台將由特首委任的「香港電台顧問委員會」監察，職責包括就港台節目的編輯方針、節目標準及質素的事宜向處長提供意見，聽取有關港台節目的投訴報告，監察港台的節目符合公眾期望的程度等等。公布列明《香港電台約章》，給予港台編輯自主，港台恪守的編輯方針，包括準確發放具權威資訊，持平反映意見，不受商業及政治影響等。
2019年香港發生反修例運動後，特區政府不再忍受港台批評政府施政，加強介入香港電台的管治，控制編採方向，使港台逐漸成為官方喉舌，遂失去報導的中立性。2020年5月28日，特區政府因應通訊事務管理局（通訊局）就《左右紅藍綠》和《頭條新聞》發出的「嚴重警告」及「警告」引起公眾關注，決定成立專責小組，「檢討港台的管治及管理，使港台的公共廣播服務，更全面履行《香港電台約章》」。2021年2月，主管香港電台的商務及經濟發展局發表《香港電台的管治及管理檢討報告》。商經局局長邱騰華引述報告批評港台管理出現多項問題，包括編輯管理制度存缺失，問責意識薄弱，人事管理有不足，以及投訴機制欠透明等。 2021年9月29日，香港電台向員工發出《香港電台編輯政策及流程》文件，詳細列明工作人員各項編輯政策及指導原則，包括在處理有關「一國兩制」問題時必須同時考慮香港是國家一部分；處理涉台事務時，應恪守「一個中國」原則，又指港台有責任協助政府就維護國家安全工作的宣傳，不得提供平台鼓勵、煽動、宣揚、美化、認同或同情任何危害國家安全的行為，及節目不得引起或加深對中央及特區政府的憎恨。執行方面，文件設立上報機制，即若節目內容涉及相關範疇，便必須上報特級節目主任（如總採訪主任）或以上職級人員。若不遵守文件所載的政策，可能遭受紀律處分。

## 歷年爭議

### 1997年主權移交後

#### 《頭條新聞》引起徐四民不滿及抨擊
《頭條新聞》曾引起居港緬甸華僑徐四民點名表示不滿，於1998年3月4日在北京「兩會」炮轟香港電台，事件引起爭議。2001年，時任特首董建華發表《施政報告》，《頭條新聞》主持林超榮以塔利班諷刺《施政報告》，董建華及後批評：「我覺得嗰啲低趣味嘅製作，我唔想評論。」。

#### 1999年《香港家書》與「兩國論」內容爭議
1999年7月，中華旅行社總經理（實質上是中華民國政府駐香港代表）鄭安國應邀到香港電台在《香港家書》節目中解釋「兩國論」，其言論及香港電台均飽受左派陣營抨擊，包括當時的中國國務院副總理錢其琛和香港行政長官辦公室，當時的港台廣播處長張敏儀發表聲明，表示任何人在香港生活，只要不觸犯法律，都有言論自由，在談話節目播出三個多月後，1999年10月，評論認為特區政府運用行政命令，突然把張敏儀調職派駐日本，任東京經濟貿易首席代表，事件引起爭議，有評論說張敏儀調職日本是被放逐，並揚言要向人權組織投訴，儘管張敏儀公開說樂意調職，但是有公眾不服氣，客觀上使香港電台的新聞自主權得到關注。

#### 2009年六四事件二十週年與《議事論事》內容爭議
2009年6月4日時值六四事件二十週年，當晚播出的一集《議事論事》以六四事件為題。節目提及「東歐人民早在1950年代－60年代反抗共產政權的高壓統治，引來蘇聯坦克入城鎮壓。東歐民主化運動抗爭歷時30多年才開花結果，如果1989年是中國民主萌芽的一年，往後的路更加需要人民堅定、慢慢地走下去」，內容引起一些親建制派人士不滿。同年6月10日，《星島日報》署名杜良謀的文章指中央官員相當關注香港的六四事件紀念活動，節目主持人將東歐共產政權倒台與在中國大陸爭取民主相類比，提出中國步東歐的後塵，令中央大為震驚。6月16日，一國兩制研究中心總裁張志剛在《明報》發表評論，質疑主持人的語氣煽情，以及公帑運作的香港電台不應持反共立場；抨擊該集節目搞政治動員，並指身為總編輯的廣播處長要為編採判斷負責。

#### 2019年反對逃犯條例修訂草案運動報導爭議
2019年「反送中」運動白熱化階段，有香港「愛國團體」發起了「萬人包圍香港電台」運動，抗議其節目偏頗，認為港台節目從選材到嘉賓無不傾向泛民陣營，又稱其「透過納稅人的錢傷害納稅人和香港政府」。香港電台則稱，他們向來都透過不同平台讓公眾表達不同的觀點。與此同時，香港電台新聞部亦被指控引述假新聞誣蔑示威者，2019年7月14日，香港電台報導沙田新城市廣場發生警民衝突期間，有示威者咬斷及鉗斷警員手指。其後被傳真社揭發，指有關新聞不正確，並引用當時新聞照片顯示當時示威者只與警員搶奪警棍，警員手指事後亦完好無缺。而香港電台新聞總監兼香港新聞行政人員協會執委黃金鳳明確指示記者發稿時，要求記者在報導該新聞時，不得使用「消息指」，必須直接描述示威者「咬斷及鉗斷警員手指」。

#### 警務處處長指責《頭條新聞》並使節目停播
2020年2月，警務處處長鄧炳強就港台節目《頭條新聞》在2020年2月14日播放的「驚方訊息」環節中諷刺警方的做法表示「極度遺憾」，他並且致信予時任廣播處長梁家榮，表示「該節目環節顛倒是非，分化，多次以嘲諷形式抹黑警隊於抗疫期間工作的努力」，其節目內容「與事實不符」。是次事件引發了公眾對政府與香港電台關係的強烈關注，許多泛民主派和香港電台的支持者認為這一事件足以證明香港電台的新聞自由、言論自由、編輯自主正在被侵蝕，於是組織新一輪的「撐港台運動」，而許多親建制團體公開促請香港電台停播《頭條新聞》。
事件也引起了通訊事務管理局的關注，5月向港台發出警告信，指出收到超過3300宗投訴，其中「驚方訊息」環節中的幾乎每一句對白都有投訴。通訊局認定有關真實資料的準確性、污蔑和侮辱警方，以及在個人意見節目《頭條新聞》中表達多方面意見所提出的投訴成立，敦促港台嚴格遵守《電視節目守則》中的相關條文。 港台隨後表示，接受通訊局的裁定並會向警方道歉，而港台也表示製作完本季度的《頭條新聞》後該節目會暫停播出。
2021年1月28日，通訊局表示合共接獲44宗投訴。部分投訴成立，並向港台發出強烈勸諭，敦促嚴格遵守《電視節目守則》相關條文。港台表示，接受通訊事務管理局的裁決，會繼續嚴格遵守《電視節目守則》中的相關條文，《頭條新聞》自2020年6月19日後已暫停製作

#### 2019年《左右紅藍綠》與中大理大反修例衝突評論爭議
2020年4月，通訊事務管理局回應接獲有關347宗投訴港台節目《左右紅藍綠》在2019年11月20日首播的一集，節目嘉賓香港教育大學亞洲及政策研究學系蔡俊威主持評論香港中文大學及香港理工大學衝突事件時，涉及偏頗、煽動對政府和警方的仇恨，局方調查後認為有關準確性、煽動仇恨、公平及個人意見節目中真實資料的投訴成立，裁定違反《電視節目守則》相關規定，並向港台發出嚴重警告。
通訊局在調查報告中指，主持並無在節目中表明他大部分的評論是基於間接取得的資料。局方認為，部分似乎純粹源自身分不明的人在互聯網上作出的聲稱或意見。雖然港台解釋主持的言論是基於重要事實，但在其陳述中提交的資料卻未能就該等言論提供實證，從港台提供的資料中，通訊局留意到主持的言論似乎與資料原文意思不符或互相矛盾、歪曲資料原文的意思，或缺乏證據支持所作的聲稱。
通訊局認為，港台沒有盡一切合理努力確保節目中的真實資料準確無誤，以及在節目播出前從各方蒐集資料，查證主持所作出的嚴重指控是否屬實。通訊局認為，即使港台聲稱主持的言論不代表其立場，不能免除港台作為免費電視廣播機構的責任。通訊局稱，認同並尊重廣播機構享有言論自由及編輯自主，但該等權利並非毫無限制。港台回應表示，尊重通訊局的裁決，並已在通訊局轉介投訴之前移除節目網上版本。商務及經濟發展局局長認為有關事件性質嚴重，港台必須就裁決盡快作出正面和負責任的回應，包括全面檢討其節目編輯和製作的機制，以確保同類錯誤不會再發生。

#### 2020年《The Pulse》與台灣申請入世衛爭議
2020年3月28日，新冠肺炎疫情期間，世界衛生組織助理總幹事布鲁斯·艾尔沃德接受《The Pulse》記者唐若韞透過網路視訊採訪。唐若韞向艾爾沃德問道「世界衛生組織是否會重新考慮臺灣的會籍問題」，對方停頓九秒後表示沒聽見。唐若韞表示自己可以重複提問，艾爾沃德則表示不用重複了，直接問下一個問題就好，唐若韞於是再次表示「我想問跟臺灣有關的議題」，此時艾爾沃德疑似切斷視訊。重新接通後唐若韞再次問到「你是如何評斷臺灣到目前為止在防疫方面上的表現」，艾爾沃德則說「我們已經談論過中國了，如果你看中國各個地區，他們其實都做得相當不錯」。
訪問片段播出後社會表達關注。4月2日香港商務及經濟發展局發言人表示，局長邱騰華認為該集節目當中的表達，有違「一个中国」的原則，以及《香港電台約章》中香港電台作為公共廣播機構所訂明的目的和使命；港府廣播處長作為港台的總編輯，必須對此負責。香港電台回應表示該集節目提及台灣時，只以「地方」（place）來形容，且審視全集內容後，認為並無違反「一国两制」原則，也沒有違反「香港電台約章」。
4月7日，香港行政長官林鄭月娥回應事件時指出，香港電台不論作為公共廣播機構抑或一個政府部門，都應維護「一國兩制」的原則，節目內容要加深市民對「一國兩制」的理解。
立法會議員葉劉淑儀在恢復二讀辯論《撥款條例草案》會議時，點名批評記者唐若韞訪問世衛官員時無視世界衛生組織只認可主權國家的原則以及問題具政治性，做法有違《香港電台約章》中增加市民對「一國兩制」及其在香港實施情況的認識、培養市民對公民及國民身分的認同感的公共目的，反映廣播處長梁家榮並無教導僱員提升他們了解國家及一國兩制、培養他們公民及國民身分認同感，認為梁家榮管理失敗。

### 2020年港區國安法生效後

#### 多次遭建制派人士投訴
2021年1月23日，政府因疫情封鎖佐敦部分區域，香港電台發布一張相片，指記者獲發5包即食麵及罐頭等物資，稱賓館沒有提供罐頭刀及煮食工具。有關報導引起香港工聯會會長吳秋北發文，他質疑“不能煮麵，有沒有開罐器，也是政府的錯？”認為港台是蓄意誤導，是濫用權力，因對比其他居民的物資後，發現有居民獲發的罐頭是有拉環，可徒手打開。他同時斥記者有預設立場、喪盡專業，形容「出政府糧，拆香港台！已成了新聞界的敗類！」其後多個建制媒體，包括《大公報》、《點新聞》和《香港商報》引述吳秋北批評和蓄意誤導。《商報》亦引用網民質疑，港台的記者故意將易拉罐倒轉拍攝。港台發表聲明，強調一直尊重事實中肯報道，不點名嚴厲譴責抹黑指控。
同年1月25日，其網上新聞就中共中央總書記習近平的報道標題被人投訴少了兩個字，變成「習近平稱要推動多邊主義，搞新冷戰和制裁把世界分裂」其後更正為「習近平稱推動多邊主義　搞新冷戰和制裁只能把世界分裂」，香港電台對事件謹此致歉。
同年2月4日的立法會行政長官答問會，民建聯何俊賢不斷狙擊港台，要求特首林鄭月娥必須嚴肅跟進事件。她認同香港電台極有需要改善，指出香港電台早前被通訊局裁定7宗投訴成立，形容“即使是任何部門也是難以接受”。林鄭不點名期望身兼總編輯的廣播處長梁家榮能夠表達其立場。不過眾新聞發現指7宗「難以接受」的港台投訴成立個案中，4宗只接獲1個投訴，其中一個投訴是《天氣預報》有植入式廣告。

#### 不再轉播BBC頻道與節目
2021年2月12日凌晨，由於英國廣播公司報導新疆再教育營等中國人權專題，中國國家廣播電視總局公告不受理英國廣播公司世界新聞頻道在中國境內本年的落地申請，港台也在當日早上宣佈由晚上11時起，不再轉播啟播43年的BBC世界新聞頻道及《BBC時事一週》。港台工會發聲明質疑在一國兩制下，多年來從未聽聞香港電台需跟從國家廣電總局決定，認為港台和商經局應清楚解釋其理據。

#### 政府批評港台管治並空降AO接掌
2021年2月19日，政府公布香港電台的管治及管理檢討報告，批評港台管治及管理有6個範疇問題，包括編輯管理制度出現缺失和「問責意識薄弱」。政府要求港台加強編輯問責處長決策角色，如建立穩健流程及「必須上報制度」。同日，原定8月約滿的廣播處長梁家榮提前解約，由民政事務局副秘書長李百全接替，是繼鄧忍光後，第二名政務官（AO）空降掌管港台。港台節目製作人員工會形容報告是「欲加之罪何患無辭」，令人感覺是想「亂棍打死港台」。其中主席趙善恩以八字回應：「欲加之罪，何患無辭」，認為報告對港台的指控存在不少矛盾、理據亦薄弱，編輯自主蕩然無存。形容港台成為香港政治問題的代罪羔羊。
而前廣播處長梁家榮離職時，在最後一個工作天向全體員工發電郵用中英文發表離別感言，表示：「驪駒在門。同舟相隨五載半，激流蕩；相濡相忘，銘感五內。寵辱無驚，去留無意。也無風雨也無晴。」

#### 新處長組編委會審查，抽起和停播多個節目
2021年3月1日，民政事務局副秘書長李百全空降接任廣播處長後，雖然本身完全缺乏相關專業訓練及知識，但強調自己的「總編輯」地位，會審批即日至未來1周的節目，特別是《鏗鏘集》，才可以對外播出。據內部員工透露，李百全牽頭與另外八名高層組成編輯委員會，利用該全新編輯機制在製作或播出前檢視具爭議的節目，換言之具有主宰節目命運的生殺大權。然而，該委員會檢視節目的工作流程不透明，抽起具體原因往往以「保密」為由，未向員工透露，因此在內部飽受詬病，但獲行政長官林鄭月娥的支持，認為他有盡責按《港台約章》做事，符合她對港台總編輯的期望。據指，九名成員中唯一一位熟悉新聞時事的是助理廣播處長（電視及機構業務）區麗雅，她供職港台20年。值得注意的是，2001年5月20日，她主持的時事節目《還看天下》討論西藏問題，曾指西藏是「一直以來享有獨立及自主的國家」，遭到《文匯報》、《商報》等左派報章狙擊。
首個被抽起的節目，是原定於3月7日播出的《香港故事》。該節目因有本地樂隊LMF（大懶堂）受訪，被李百全認為「代表少數文化的LMF唱粗口歌是不decent、有極端政治取態」，最後被抽起。消息稱他的做法「衰過大陸」，又斥他「當自己係皇帝，佢就係標準，威過習主席」，認為處長連社會情況也不清楚。探討粗口文化的次文化堂社長彭志銘批評李百全的言論反映他無知、無能，缺乏新聞學基礎，是香港的悲哀。不過特首林鄭月娥在行會前見記者表示，對廣播處長的做法表示認同，認為他有盡責按《港台約章》做事，符合她對港台總編輯的期望。
3月11日，原定當日播出的《議事論事》亦突然被抽起，同時段改為重播節目《卓越教室》。港台管理層稱節目被抽起與討論修改選舉制度無關。接受訪問的前立法會議員的李華明對此感到遺憾及可惜。而民主黨透露有港台員工因透露被抽起原因而被警告《官方機密條例》，認為是破壞新聞自由，要求港台管理層解釋原因。而3月12日原定晚上7時10分播出的《The Pulse》及8時播出的《鏗鏘說》亦對調。記者稱向多名港台員工查問，不過以受「保密原則」為由不能向外界透露。
3月底，處長和編輯委員會以相關節目“議題具爭議性，未能做到持平、不偏不倚及真確準繩”，以及未能符合《香港電台約章》及《節目製作人員守則》的要求為由，進一步加強抽起節目和停止製作部分受觀眾歡迎的節目。包括蔡玉玲編導的《卓越教室》、黃秋生參與的口述影像《聽出好戲勢》、《香港故事：疫行者》、原定在3月29日播出的《鏗鏘集》，暫停製作清談節目《五夜講場2021》和時事飲食節目《港食力》。中大學生會當選內閣「朔夜」內務副會長何思珩認為，港台抽起節目的安排是侮辱製作團隊及侮辱港人的智慧。而建制派立法會議員容海恩雖對節目被抽起不感到意外，但認抽起節目非最佳處理法。而主持《港食力》、前無綫新聞主播黃大鈞表示不覺得突然，估計節目對新管理層「體裁上可能比較敏感」而不能開拍。
另外，港台新管理層亦於3月31日發通知，宣傳暫停將電視部的作品送交參賽，已參賽的作品要去信主辦單位要求退賽，要求退出的賽事包括香港消費權益新聞獎及美國國際電影及電視節等海內外獎項，但其中由國際特赦組織香港分會、香港記者協會及香港外國記者會合辦的人權新聞獎則表示評審工作已展開，且提名作品只能申請者放棄，故會如常評審所有港台作品。
而多名主持亦在6月起突然被解僱，包括《瘋Show快活人》主持曾志豪和貴花田，《自由風自由Phone》主持區家麟和客席主持。區家麟批評政府和港台高層用盡行政權力。而港台電視部《五夜講場》、《視點31》、《日常8點半》和The Pulse等多個節目亦會停播。港台節目製作人員工憂慮以往持平與批判聲音會在大氣電波中消失，同時摧毁獲得公眾認同的品牌，不符合港台和公眾利益。而管理層多次倉卒叫停多個節目，是對同事、主持和廣大觀眾欠缺交代和極不尊重。

#### 新處長要求刪除YouTube頻道逾一年節目
2021年5月1日，港台消息人士透露管理層計劃推出新政策，會將YouTube頻道上載超過一年的節目下架，有中層更提醒員工若想保留節目片段，要自行備份。港台員工質疑新安排明顯是徹底清除過去不受新管理層歡迎的節目內容，如鏗鏘集關於調查元朗襲擊事件的《7.21 誰主真相》和已經停播的《頭條新聞》。到5月3日，香港電台下令刪除YouTube平台上載逾一年的節目。包括2019年9月至2020年4月上架之《鏗鏘集》、《頭條新聞》、《視點31》和《警訊》。另外，13年前最早的一批影片亦被刪除。《鏗鏘集》「721誰主真相」編導蔡玉玲在facebook上引述徐賁《暴政史》稱，「刪除的按鈕已啟動，歷史的清洗在香港電台開始」。而港台中形容此舉十分恐怖，好似睇住被滅口咁。香港不少網民呼籲下載並備份這些影片，以保留歷史片段。有科技博客撰寫教育文章，指出為香港歷史作備份應使用區塊鏈等雲端方法，不能只使用家中硬碟。

#### 叫停新聞獎項參賽
2021年4月，原有兩個港台中文新聞部作品獲第五屆恒大商業新聞獎，因港台管理層要求把所有作品退賽，恒大最終將獎項頒予其他單位。此前，「2021年度人權新聞獎」未有應港台要求抽起其參賽作品，並有多個作品獲奬，港台表示不會領取相關獎項。

#### 展示「文革發動」直幡
2021年5月4日為五四運動102周年，港台廣播大廈外舉行五四升旗禮，現場展示「文革發動」、「澳門回歸」、「世紀長征」等直幡。

#### 疑似禁播歌手歌曲
2022年1月底，網絡流傳港台高層以口頭通知唱片騎師，要求唱片騎師禁止播出指定歌手及樂團的歌曲，不論是舊歌還是新歌都不可以播出。這些歌手及樂團包括黃耀明、何韻詩、Rubberband、C AllStar、達明一派、Dear Jane、方皓玟、Serrini、謝安琪及許廷鏗。當中，《香港故事》的主題曲採用謝安琪演唱的〈大城小動〉長達十年之久，因應上述要求，主題曲更換為林智樂演唱的〈繁星點點〉。
有意見認為，這些歌手疑似被封殺是和歌手本身的政治立場有關。即使從不發表政治言論的歌手，也有可能因為選擇的合作對象而連帶受到影響。
唯有關傳言是否屬實，港台至今從沒有作出任何正面回應，只是表示「一直支持本地的中文流行音樂發展，節目主持均以專業角度，選擇配合節目的歌曲播放」。
直至現時為止，在上述流傳被禁的歌手中，只有Dear Jane的新派台作品在2023年開始重新在香港電台播放，當中2023年派台作品《為何嚴重到這樣》及2024年的派台作品《多謝你自己》分別奪得第四十五屆十大中文金曲及第四十六屆十大中文金曲「十大中文金曲獎」，亦在該兩屆獲得「最佳樂隊／組合獎（金獎）」，另有「最佳中文唱片獎（樂隊／組合）」及CASH最佳創作歌手獎銀獎（Howie@Dear Jane）。

#### 節目顧問團停止運作
2022年5月9日，港台以「精簡諮詢架構」為由，將自1993年成立，由40人組成的「香港電台節目顧問團」停止運作，認為《香港電台的管治及管理檢討報告》已經建議整合並重新設計聽眾/觀眾意見調查，認為有其他渠道蒐集意見。有顧問團成員認為是反映電台不願再聆聽來自民間的聲音。

#### 張貼了30年的「表揚信」被除掉
2023年六四事件週年前夕，香港電台新聞部高層下令清走新聞部一封張貼了34年的巨型表揚信，內容為港台其他部門員工在八九學運時贈送予新聞部，向冒着生命危險堅守在前線採訪的記者同事作出致敬。據報「撕紙令」是由與特首李家超新聞總監黃金鳳下達。有前員工指信中內容並無任何政治訊息，但都不能保留下而感到嘩然。

#### 網上刪除逾三千集節目
2023年6月19日，網媒《集誌社》發現港台近期刪除Podcast One網頁備存多年的節目，最少有3200集節目下架，其中包括《頭條新聞》、《城市論壇》、《警訊》等。消息確認下架事件在最近三個月發生，但無人解釋原因。港台指「對個別節目或項目安排不作評論」，並無回應什麼節目「被下架」、何時下架、由誰決定和下架原因。《五夜講場：學人串社科》嘉賓主持梁啟智形容「深切失望」，但已經預料節目消失屬意料之內。

## 外部連結
- 香港電台網站（页面存档备份，存于）／香港電台聲音廣播服務頻率表（页面存档备份，存于）
- RTHK 香港電台的Facebook專頁
- YouTube上的香港電台頻道
- 香港電台的哔哩哔哩个人空间
- 香港電台電視部（页面存档备份，存于）
- 香港電台視像新聞的Facebook專頁
- 港台我有份 RTHK Snapshots（页面存档备份，存于） 香港電台八十年網上專頁
- 香港電台架構協議（页面存档备份，存于） 保障香港電台在協議下內部架構不變及擁有編輯自主。
- 香港電台抱負、使命及信念（页面存档备份，存于） 香港電台作為公共廣播所擔當的角色及定位
- 香港電台服務承諾2008（页面存档备份，存于）
- 香港電台 2008/09 年度週年計劃（页面存档备份，存于）
- 香港電台2007特刊（页面存档备份，存于）
- 香港公共廣播服務檢討（页面存档备份，存于）
- 香港電台中波數碼廣播測試（页面存档备份，存于） 香港電台就數碼廣播測試的資料及情況
- 香港電台數碼聲音廣播（页面存档备份，存于）
- 香港電台數碼地面电视廣播（页面存档备份，存于）
- 「Soha」香港電台新形象（页面存档备份，存于）
- 暗示港英年代已開始政治干預 吳錫輝：港台出路在獨立（页面存档备份，存于）

香港電台各頻道連結
- 第一台（页面存档备份，存于）／第二台（页面存档备份，存于）／第三台（页面存档备份，存于）／第四台（页面存档备份，存于）／第五台（页面存档备份，存于）／普通話台（页面存档备份，存于）／

撐港台運動資料
- 香港電台節目製作人員工會的Facebook專頁
- 正在公共廣播（页面存档备份，存于） 香港電台節目製作人員工會《正在公共廣播》Blog
- 撐港台運動！ Save RTHK! 李銳華博士《撐港台運動！ Save RTHK!》Blog
- RTHK 530GB 影片 （页面存档备份，存于） （IPFS CID QmfDzyAZHu9EPAoZH7Sm6Ju7Mws58Ja2k1ncapUNDRyhA2）

| 新頭銜                            | 香港廣播委員會 (GOW) 1928年至1929年       | 繼任： 香港廣播委員會 (ZBW)       |
| 前任： 香港廣播委員會 (GOW)       | 香港廣播委員會 (ZBW) 1929年至1938年       | 繼任： 郵政處 (ZBW)               |
| 前任： 香港廣播委員會 (ZBW)       | 郵政處 (ZBW) 1938年至1941年               | 繼任： 香港放送局 (JPHA)          |
| 前任： 郵政處 (ZBW)               | 香港放送局 (JPHA) 1942年至1945年          | 繼任： 郵政處 (ZBW)               |
| 前任： 香港放送局 (JPHA)          | 郵政處(ZBW) 1945年至1948年                | 繼任： 政府公共關係處香港廣播電台 |
| 前任： 郵政處(ZBW)                | 政府公共關係處香港廣播電台 1948年至1951年 | 繼任： 政府公共關係處香港廣播電台 |
| 前任： 郵政處香港廣播電台         | 政府公共關係處香港廣播電台 1951年至1954年 | 繼任： 香港廣播電台 （獨立机构）  |
| 前任： 政府公共關係處香港廣播電台 | → 香港廣播電台（獨立机构） 1954年至1970年 | 繼任： 香港電台                   |
| 前任： 香港廣播電台               | 香港電台 1970年至1997年                   | 繼任： 香港電台                   |
| 前任： 香港電台                   | 香港電台 1997年至今                       | 現任                              |